# Thierry Henry
Vous lisez un « bon article » labellisé en 2013.
Pour les articles homonymes, voir Henry.
Thierry Henry, né le 17 août 1977 aux Ulis, dans l'Essonne, est un footballeur international français qui a évolué au poste d'attaquant du milieu des années 1990 au milieu des années 2010, reconverti entraîneur et consultant.
Durant sa jeunesse, il évolue dans plusieurs clubs de la région parisienne avant d'intégrer le centre de préformation de l'INF Clairefontaine. Il est ensuite repéré par l'AS Monaco avec lequel il continue sa formation avant de débuter au niveau professionnel en 1994. Après avoir été sacré champion de France en 1997, il tente l'aventure à l'étranger dans le club de la Juventus. Insatisfait, il quitte le club italien au bout de six mois pour s'affirmer dans le championnat d'Angleterre chez les Gunners d'Arsenal durant huit saisons, avec qui il remporte deux fois le championnat, trois fois la coupe anglaise mais s'incline en finale de la Ligue des champions de l'UEFA en 2006. Il est élu là-bas Joueur de l'année conservant une cote de popularité extrêmement haute chez les supporters même après son départ.
Arrivé au FC Barcelone en 2007, il remporte un sextuplé inédit dans l'histoire du football en 2009 : Ligue des champions, championnat d'Espagne, Coupe d'Espagne, Supercoupe de l'UEFA, Supercoupe d'Espagne et Coupe du monde des clubs. En juillet 2010, il décide de rejoindre les États-Unis et signe aux Red Bulls de New York. Engagé en tant que joueur désigné, il est la véritable star du club durant quatre saisons. Premier de la phase régulière de la conférence Est en 2010 et 2013, Henry et les Red Bulls ne parviennent pas à remporter une finale de Conférence de la Major League Soccer.Le Français prend sa retraite de joueur en décembre 2014.
Seul joueur de champ français à avoir disputé quatre Coupes du monde, Henry remporte la compétition en 1998, le Championnat d'Europe en 2000 et la Coupe des confédérations en 2003 avec l'équipe de France. Il a détenu le record du nombre de buts inscrits en sélection nationale de 2007 à 2022 avec 51 buts. Sa fin de carrière avec les Bleus est ternie par sa main contre l'Irlande et le fiasco de la Coupe du monde 2010 en Afrique du Sud.
Grand buteur, Thierry Henry est considéré comme l'un des meilleurs attaquants de l'histoire du football et l'un des meilleurs joueurs à avoir évolué dans le championnat anglais. Il s'est classé deux fois sur le podium du Ballon d'or en 2003 (deuxième) et 2006 (troisième). Meilleur buteur de l'histoire d'Arsenal, une statue en bronze à son effigie est inaugurée aux abords de l'Emirates Stadium en 2011. Il est le deuxième meilleur buteur français de l'histoire toutes compétitions confondues, que ce soit en club et en sélection, avec 411 buts au total derrière Karim Benzema.
Après sa carrière de joueur, il devient sélectionneur adjoint de la sélection nationale de Belgique de 2016 à 2018 puis de 2021 à 2022. Entre-temps, il est nommé entraîneur de l'AS Monaco en octobre 2018 mais est limogé quatre mois plus tard. En novembre 2019, il est nommé entraîneur de l'Impact de Montréal en Major League Soccer où son séjour est tronqué par la pandémie de Covid-19 avant de démissionner de son poste en février 2021 pour des raisons familiales.
En août 2023, il est nommé sélectionneur de l'équipe de France espoirs avec laquelle il récolte la médaille d'argent aux Jeux Olympiques de Paris 2024. Un an après, en août 2024, il décide de quitter son poste de sélectionneur.

## Biographie

### Débuts et formation en région parisienne
Né le 17 août 1977 aux Ulis, Thierry Henry est d'ascendance antillaise : son père Antoine Henry, cariste, est natif de la Guadeloupe (île de La Désirade), et sa mère Maryse, secrétaire, est native de la Martinique. Thierry est le second fils du couple, Willy est de sept ans son aîné. Jusqu'à onze ans, Thierry grandit au milieu des barres de béton de la cité du Bosquet aux Ulis.
Dans ce décor de banlieue parisienne, Thierry Henry se fait rapidement un nom balle au pied sur les terrains de fortune de son quartier. En 1983, à six ans, son père l'emmène au CO Les Ulis. L'enfant devient vite un joueur important de ses différentes équipes et montre déjà une certaine aisance dans les surfaces de réparation. Alors qu'il n'a que huit ans, ses parents divorcent et lui et son frère restent avec leur mère. À onze ans, Thierry rejoint l'US Palaiseau avec lequel il est filmé par Téléssonne. La séquence est diffusée à l'époque, puis communiquée à la presse en 2010.
Il marque 55 buts dès sa première saison. Son éducateur d'alors affirme : « à l'époque, il était déjà réaliste, talentueux, complet et surtout pas prétentieux. Et puis, techniquement, il était capable de récupérer des ballons sur l'aile, de dribbler un ou plusieurs défenseurs puis de marquer ». Le père de Thierry Henry est particulièrement critique sur ses performances durant son adolescence. Thierry Henry considère en 2024 que cette attitude a entraîné chez lui une fragilité mentale et a contribué à une dépression qu'il a éprouvée durant l'ensemble de sa carrière sportive.
Durant l'été 1990, Thierry Henry passe un test pour entrer en sport-étude à l'INF Clairefontaine. Pari réussi : avec Jérôme Rothen, Nicolas Anelka ou encore William Gallas, il fait partie des 24 reçus sur les 800 candidats. Du lundi au vendredi, il se perfectionne ainsi sous les ordres de Pierre Tournier et ne rentre chez lui que le week-end. Au Centre technique national, Henry affole les compteurs et frôle la centaine de buts en une seule saison. L'entraîneur national Christian Damiano dit à ce propos : « Physiquement, ce n'était pas un colosse. En revanche, Thierry possédait une adresse diabolique dans les seize mètres (…). À l'intérieur du rectangle, il effectuait toujours le bon geste ». En 1991, tout en poursuivant son apprentissage à l'INF, Henry signe à Viry-Châtillon, où il côtoie Jonathan Zebina. Après l'avoir vu marquer six buts en un seul match (6-0 contre Sucy-en-Brie), l'AS Monaco, par l'intermédiaire de son recruteur en région parisienne, lui fait signer un contrat de non-sollicitation envers tout autre club professionnel,. Un an plus tard, il passe au FC Versailles. Lors d'un quart-de-finale en Coupe nationale des « moins de 15 ans » contre le PSG, les Parisiens mènent 2-0 mais Henry signe un doublé et permet à son équipe de l'emporter (3-2).

### Révélation avec l'AS Monaco (1994-1999)
En juillet 1993, Thierry Henry quitte définitivement la région parisienne et découvre la principauté de Monaco. À peine arrivé, on lui fait comprendre qu'il ne doit plus négliger l'aspect scolaire. Avec les moins de 17 ans de l'AS Monaco, il s'épanouit pleinement. Une année et 42 buts plus tard, Henry se fait remarquer par Arsène Wenger, l'entraîneur de l'équipe professionnelle. En août 1994, alors qu'il vient à peine de fêter ses 17 ans, il est invité à s'entraîner avec l'équipe première. Le 31 août, il débute en première division lors de la venue de l'OGC Nice au Stade Louis-II,. Il entame le match au poste d'ailier gauche en raison des nombreux blessés au sein de l'effectif monégasque. Bien épaulé par un autre Guadeloupéen, Lilian Thuram, et Emmanuel Petit, il se bonifie aussi au contact de Sonny Anderson. Le 29 avril 1995, il marque ses deux premiers buts en première division face au RC Lens (6-0). Lors de sa première saison chez les professionnels, il porte huit fois le maillot rouge et blanc et marque à trois reprises.
La saison 1995-1996 s'inscrit comme une nouvelle étape dans la carrière du Français qui découvre pour la première fois une compétition européenne par l'intermédiaire de la Coupe UEFA en entrant en fin de rencontre face à Leeds United. Ses apparitions sous le maillot monégasque se font de plus en plus nombreuses ; il signe de nouveau trois buts en championnat lors de cette saison.
La saison suivante permet à Thierry Henry de se révéler. Il devient régulièrement titulaire, marque neuf buts et distribue huit passes décisives en championnat. Il évolue en bonne entente avec ses compères d'attaque que sont Sonny Anderson et Victor Ikpeba. L'AS Monaco remporte le titre de champion de France et permet à Henry de remporter son premier titre majeur. Sur la scène européenne, le Français inscrit son premier but en Coupe d'Europe lors du seizième de finale de la Coupe UEFA face au Borussia Mönchengladbach. Monaco est éliminé en demi-finale (1-3, 1-0) face à l'Inter Milan. Cette même année, Henry est élu meilleur espoir du football français. Il est alors sollicité par de nombreux clubs européens et signe illégalement un pré-contrat avec le Real Madrid avant de prolonger à l'AS Monaco. Alors qu'il risque une longue suspension par la FIFA, Henry s'en tire avec une amende de 60 000 euros.
Lors de la saison 1997-1998, qu'il commence après seulement dix jours de vacances à la suite du Mondial des moins de 20 ans, il connaît sa première convocation en équipe de France et fait ses premiers pas en Ligue des champions à seulement 20 ans. Le 1er octobre 1997, alors qu'il joue son premier match de C1, l'attaquant français inscrit ses deux premiers buts dans cette compétition face au Bayer Leverkusen et se révèle un peu plus aux yeux de l'Europe en participant au beau parcours du club de la Principauté qui arrive jusqu'en demi-finale face à la Juventus (1-4, 3-2). Au terme de la première phase, Henry est le meilleur buteur de la C1 avec six buts (et trois passes décisives), devant les meilleurs attaquants d'Europe. Il n'a pas le même rendement en première division et se retrouve souvent sur le banc. Au total, il inscrit sept buts en neuf matchs. Ses prestations régulières et convaincantes (quatre réalisations et neuf passes décisives en championnat) et le duo performant qu'il forme avec David Trezeguet, aussi bien en club qu'en sélection de jeunes, lui permettent d'être retenu dans la liste pour disputer la Coupe du monde 1998 se déroulant en France. En club, ses rapports sont toutefois difficiles avec l'entraîneur Jean Tigana.
Devenu champion du monde et meilleur buteur français de la compétition (3 buts), il entame une nouvelle saison à l'ASM. Affichant une certaine volonté de départ, notamment à l'étranger, il dispute tout de même treize matchs de championnat et cinq matchs de Coupe UEFA avant que le club monégasque ne cède face à l'offre de la Juventus durant le marché des transferts hivernal. En 141 apparitions sous le maillot monégasque, Henry inscrit 28 buts et distribue 37 passes décisives.

### Juventus (1999)
Thierry Henry signe à la Juventus pour un montant de 75 millions de francs (environ 16,3 millions d'euros en 2022), un transfert record pour un joueur français à l'époque ; il porte le maillot no 6. Auparavant, il avait signé un contrat avec le Real Madrid « entaché d'irrégularités »,. Cependant, l'expérience italienne n'est pas très concluante pour Henry. Pas toujours titulaire et utilisé dans le couloir gauche, il est contraint de se plier à des tâches défensives peu en adéquation avec ses qualités. Il dispute vingt rencontres et marque trois buts toutes compétitions confondues sous le maillot de la Juve. Thierry Henry déclare plus tard avoir quitté le club italien en raison d'un « manque de respect de la part de Luciano Moggi », ancien directeur général de la Juventus. Il quitte le club turinois à peine sept mois après son arrivée et rejoint le club d'Arsenal FC en Angleterre,.

### Arsenal FC (1999-2007)

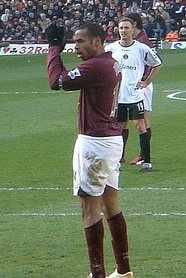
Thierry Henry lors d'un match contre Charlton Athletic en 2006.

C'est à Arsenal FC que Thierry Henry se révèle et devient l'un des meilleurs attaquants de sa génération. Jusqu'alors considéré comme un ailier de débordement, Henry évolue désormais dans l'axe de l'attaque et devient un redoutable chasseur de buts. Il évolue avec le numéro 14 qu'on lui a attribué au hasard car le 12 (celui de Marco van Basten, son idole) n'était pas disponible à son arrivée,.

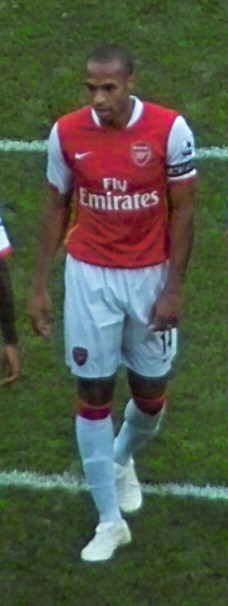
Thierry Henry est désigné capitaine d'Arsenal après le départ de Patrick Vieira à la Juventus en 2005.

Transféré chez les Gunners pour un montant de 90 millions de francs (environ 19,5 millions d'euros en 2022), Thierry Henry y retrouve Arsène Wenger, toujours convaincu que le poste de prédilection du joueur français est à la pointe de l'attaque. Il a pour principale tâche de faire oublier les bonnes performances de Nicolas Anelka, transféré au Real Madrid, et à titre personnel, de se relancer en vue de l'Euro 2000. Il joue son premier match pour le club le 7 août 1999, lors de la première journée de la saison 1999-2000, face à Leicester City. Il entre en jeu à la place de Fredrik Ljungberg et son équipe s'impose par deux buts à un. Henry vit mal ses premiers mois à Londres. Les techniques de jeu sont différentes et l'adaptation difficile. Le Français avoue devoir tout « réapprendre ». Muet durant ses huit premières apparitions sous le maillot londonien, il inscrit son premier but avec Arsenal le 18 septembre 1999 face à Southampton FC lors de la 8e journée de championnat. Il permet ainsi à son équipe de s'imposer (0-1). Finalement, il marque 17 buts, donne neuf passes décisives en championnat et inscrit huit buts en Coupe d'Europe. Arsenal finit le championnat dauphin de Manchester United et perd aux tirs au but en finale de la Coupe UEFA face à Galatasaray.
De retour d'un excellent championnat d'Europe remporté par l'équipe de France, il s'impose encore un peu plus comme titulaire indiscutable lors de la saison 2000-2001 et finit une fois encore meilleur buteur du club avec 17 réalisations. Il réalise son premier doublé de la saison le 26 août 2000, lors d'une victoire à domicile en championnat contre Charlton Athletic (victoire 5-3 d'Arsenal), puis se fait notamment remarquer le 26 décembre 2000 lors d'un match de Premier League contre Leicester City en réalisant un triplé et en délivrant deux passes décisives, contribuant ainsi à la victoire de son équipe par six buts à un. Arsenal finit une nouvelle fois vice-champion d'Angleterre et finaliste de la Coupe d'Angleterre. Son nombre de buts et de passes décisives est moins important que la saison passée mais Henry apparaît pour la première fois dans le classement du Ballon d'or en terminant quatrième.
Lors de la saison 2001-2002, Thierry Henry se fait remarquer dès le 18 août 2001, à l'occasion de la première journée de championnat en marquant un but, ouvrant le score sur la pelouse du Middlesbrough FC (Arsenal s'impose finalement par quatre buts à zéro). Le 19 septembre suivant, il réalise son premier doublé de la saison, lors d'une rencontre de Ligue des champions face au FC Schalke 04, contribuant à la victoire des siens (3-2). Henry obtient ses premiers titres cette saison-là avec les Gunners qui remportent le championnat devant Liverpool et la Coupe d'Angleterre face à Chelsea. Henry termine pour la première fois de sa carrière meilleur buteur de Premier League avec 24 réalisations en 33 matchs. Cette saison-là, il marque 32 buts toutes compétitions confondues et termine une nouvelle fois dans le top 10 du Ballon d'or en se hissant à la neuvième place, à égalité avec Zinédine Zidane.
Malgré les mauvaises performances de l'équipe de France lors du Mondial 2002 en Corée du Sud et au Japon quelques mois auparavant, la saison 2002-2003 est sans doute la plus accomplie de Thierry Henry. Il termine deuxième meilleur buteur du championnat anglais avec 24 buts en 37 rencontres. Thierry Henry est élu joueur français de l'année et meilleur joueur de l'année en Angleterre, deuxième meilleur joueur FIFA de l'année derrière Zidane et est classé sixième à l'élection du Ballon d'or. Arsenal se classe à la deuxième place en championnat et remporte la Coupe d'Angleterre.
Lors de la saison 2003-2004, Arsenal devient la seconde équipe de toute l'histoire du championnat anglais à rester invaincue sur l'ensemble de la saison, après Preston North End en 1889. Henry termine pour la deuxième fois de sa carrière meilleur buteur du championnat anglais en inscrivant 30 réalisations, son plus gros total de buts en Premier League. C'est aussi durant cette saison qu'il marque son plus gros total de buts avec le club anglais avec 39 réalisations toutes compétitions confondues. Il est élu joueur de l'année en Angleterre, meilleur joueur français de l'année, gagne le Soulier d'or européen, une première pour un joueur français, et finit deuxième au classement du meilleur footballeur de l'année FIFA derrière Zinédine Zidane ainsi qu'au classement du Ballon d'or derrière Pavel Nedvěd.
Durant la saison 2004-2005, les Gunners terminent vice-champion d'Angleterre derrière Chelsea. Thierry Henry marque 25 buts en 32 matchs de championnat. Cela lui vaut un troisième titre de meilleur buteur, le deuxième consécutif. Il remporte également le Soulier d'or européen (ex-æquo avec Diego Forlán), devenant le premier joueur de l'histoire à avoir consécutivement obtenu deux Souliers d'or. Henry termine également quatrième au classement du Ballon d'or en 2004.

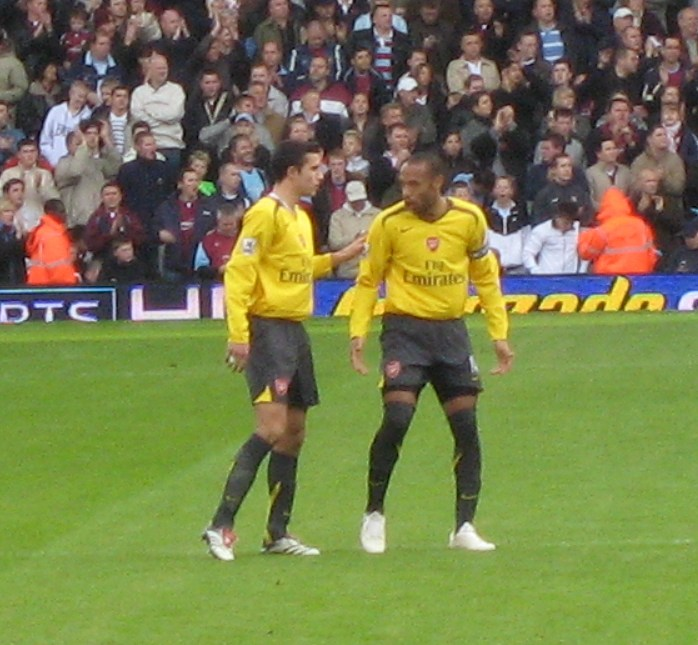
Après la retraite de Dennis Bergkamp, Henry est associé à Robin van Persie au front de l'attaque.

Au début de la saison 2005-2006, Thierry Henry est nommé capitaine des Gunners à la suite du départ de Patrick Vieira pour la Juventus. Le 18 octobre 2005, après avoir inscrit un doublé en Ligue des champions face au Sparta Prague, il devient le meilleur buteur du club d'Arsenal toutes compétitions confondues avec 186 réalisations, devançant l'Anglais Ian Wright (185). C'est aussi durant cette saison qu'il marque son centième but sur le même stade Highbury, un record dans l'histoire du club et plus généralement un fait unique pour un joueur de Premier League. Il finit la saison avec 27 buts et le titre de meilleur buteur pour la quatrième fois de sa carrière. Il devient alors le seul joueur étranger de l'histoire de la Premier League à avoir été trois fois d'affilée meilleur buteur et également le seul joueur du championnat anglais à avoir inscrit plus de 20 buts en championnat durant cinq saisons consécutives. Le buteur français est une nouvelle fois élu meilleur joueur du championnat d'Angleterre et est de nouveau placé quatrième au classement du Ballon d'or. Arsenal subit des pressions répétées du FC Barcelone pour faire transférer son attaquant vedette. Henry refuse et dit vouloir jouer pour les Gunners jusqu'à la fin de sa carrière. En mai 2006, Henry et Arsenal se retrouvent face au FC Barcelone en finale de la Ligue des champions se déroulant au Stade de France. Le club londonien perd le match (2-1) mais le Barça propose au club anglais un chèque de 50 millions de livres (environ 80 millions d'euros, ce qui serait devenu le plus gros transfert de l'histoire) pour s'offrir les services du Français. Néanmoins, le club refuse la proposition des Catalans.

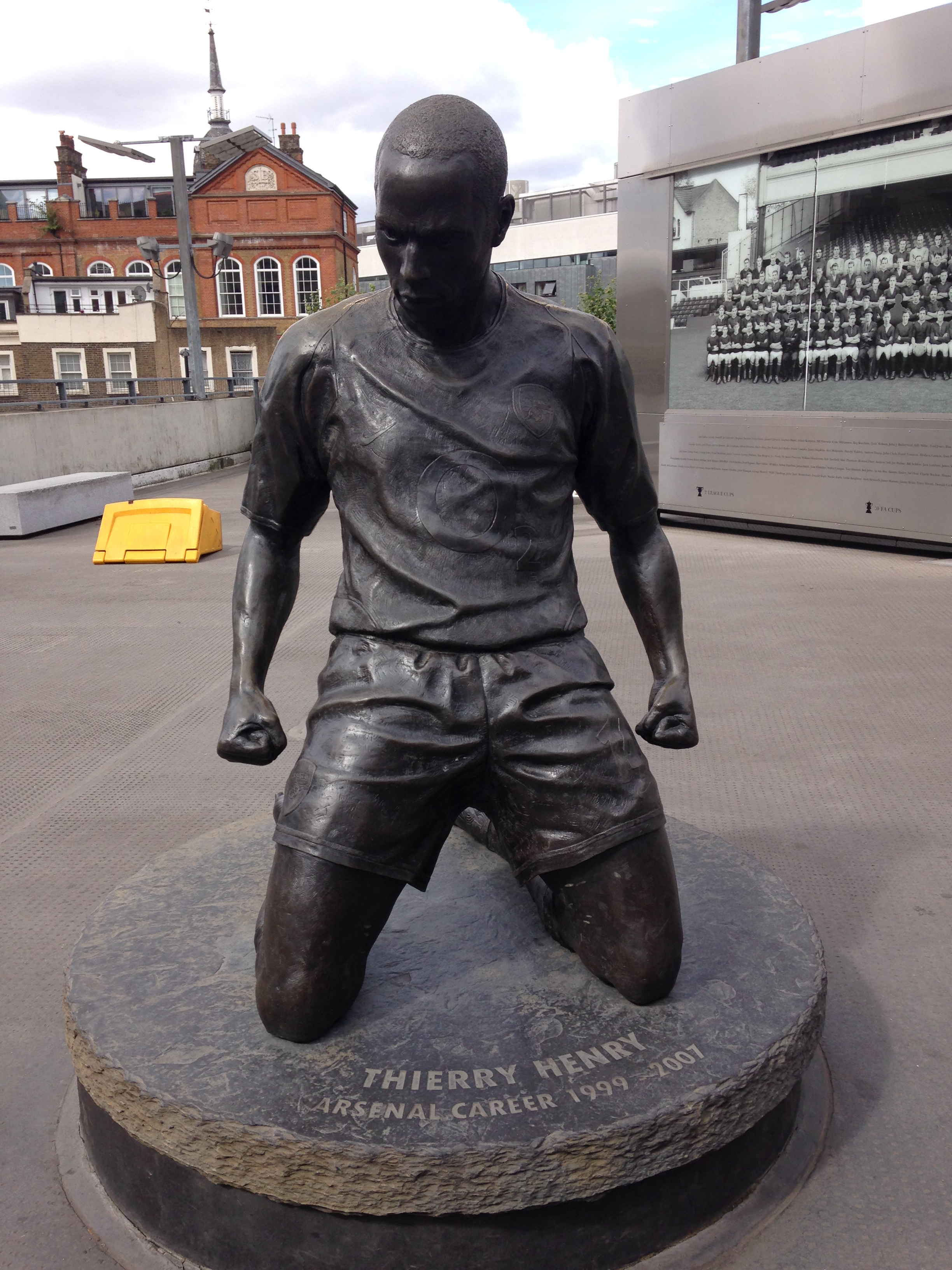
Statue du joueur devant l'Emirates Stadium.

Le 22 juillet 2006, Henry est le premier joueur d'Arsenal à marquer dans le nouveau stade du club, l'Emirates Stadium, durant le jubilé de Dennis Bergkamp. Cependant, il voit sa saison marquée par une série de blessures au pied, à l'aine et au dos qui le laissent écarté des terrains pendant une bonne partie du championnat. Le Français inscrit tout de même 10 buts en 17 matchs de championnat. Une blessure aux adducteurs et à la paroi abdominale l'empêche également de jouer la fin de saison durant laquelle Arsenal ne gagne aucun titre. Malgré cela, Henry est classé troisième au Ballon d'or, récompensant essentiellement son année 2006 et sa Coupe du monde en Allemagne. Il s'agit ainsi de la septième année consécutive où il apparaît dans le top 10 de ce classement. Le 25 juin 2007, Henry est finalement transféré au FC Barcelone. Le montant du transfert est estimé à 24 millions d'euros, la durée du contrat est fixée à quatre ans. Il justifie son départ en mettant notamment en avant la situation future incertaine d'Arsène Wenger au sein d'Arsenal ou encore le départ du vice-président du club David Dein.
Il est élu meilleur joueur de l'histoire d'Arsenal par les supporters du club le 19 juillet 2008 et joueur étranger préféré de l'histoire de la Premier League lors d'un sondage organisé par Barclays en décembre 2008. En octobre 2014, il est désigné deuxième meilleur joueur de l'histoire de la Premier League, derrière Ryan Giggs, par les spécialistes du quotidien britannique The Telegraph. Le 9 décembre 2011, une statue en bronze du Français est inaugurée aux abords de l'Emirates Stadium, elle est l'œuvre de la sculptrice Margot Roulleau-Gallais. Durant ces huit années passées sous les couleurs d'Arsenal, Thierry Henry dispute 369 matchs pour 228 buts (soit 0,61 but par match en moyenne).

### FC Barcelone (2007-2010)

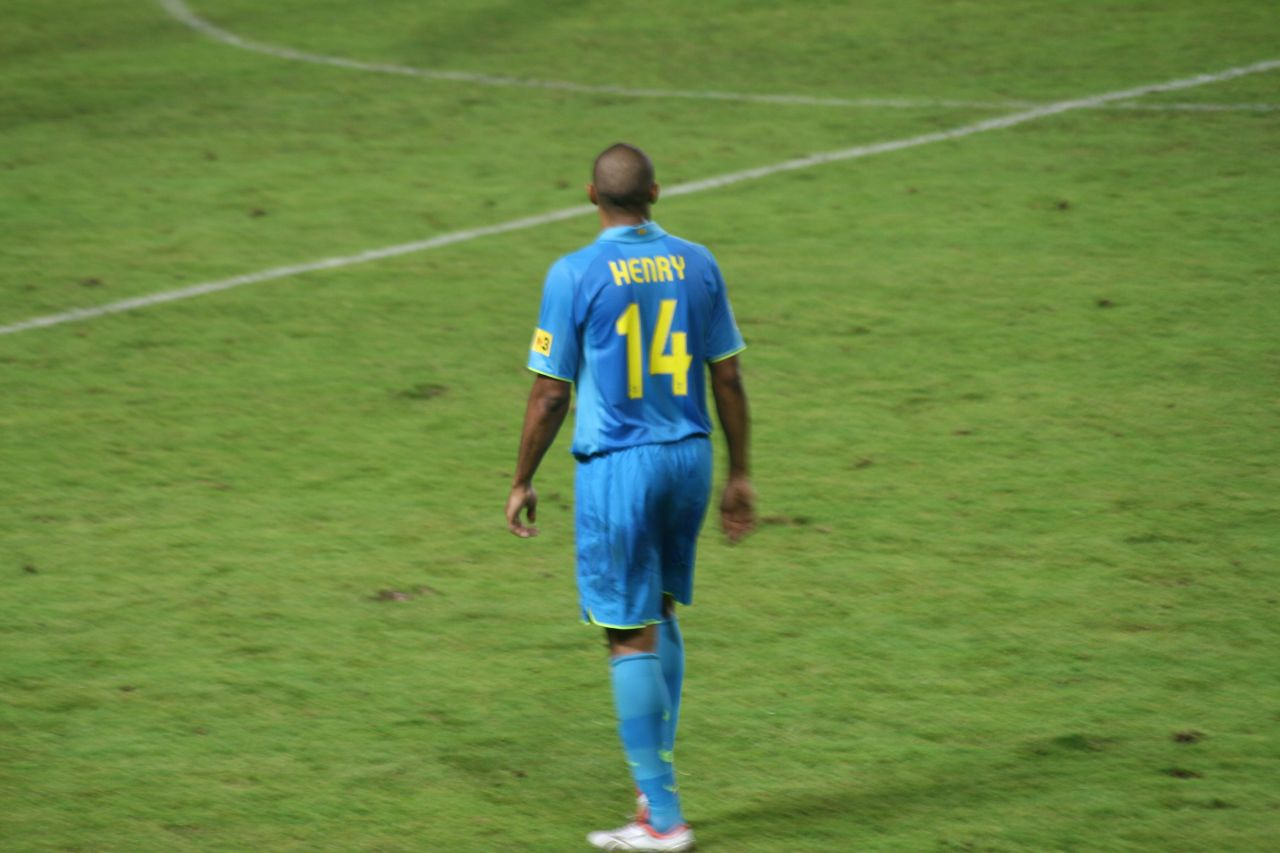
Au FC Barcelone, Thierry Henry conserve le numéro 14 qu'il portait à Arsenal.

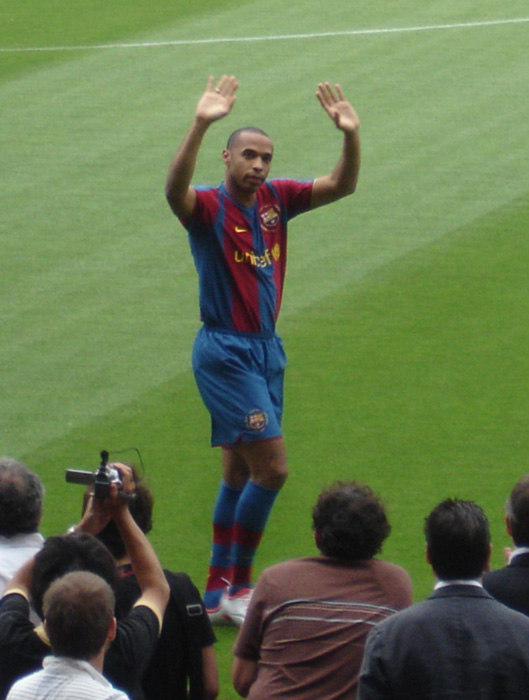
Thierry Henry saluant les spectateurs du Camp Nou lors de sa présentation au FC Barcelone.

Thierry Henry est accueilli au Camp Nou par plus de 30 000 personnes,. Il conserve le numéro 14 qu'il portait au Arsenal FC.
Il joue son premier match pour le FC Barcelone le 26 août 2007, à l'occasion de la première journée de la saison 2007-2008 de Liga, contre le Racing de Santander. Il entre en jeu à la place de Lionel Messi et les deux équipes se neutralisent (0-0 score final).
Titulaire à la pointe de l'attaque à la suite d'une blessure de Samuel Eto'o, Henry inscrit son premier but sous le maillot catalan le 19 septembre 2007 en Ligue des champions face à l'Olympique lyonnais en phase de poule (victoire 3-0 de Barcelone). Dix jours plus tard, il ouvre son compteur en championnat par un triplé face à Levante UD, contribuant à la victoire de son équipe (1-4). Auteur de 12 buts et neuf passes décisives en 30 matchs de championnat, il ne parvient pas à s'adapter réellement au jeu catalan notamment à cause d'une position d'ailier qu'il n'occupait plus depuis plus de huit ans. Paradoxalement, et ce malgré les critiques, il finit la saison meilleur buteur du club toutes compétitions confondues avec 19 buts et distribue 11 passes décisives. Finalement, sa première saison en Liga reste mitigée. Le Barça enregistre sa moins bonne saison depuis cinq ans : troisième en championnat, élimination en demi-finale de la Ligue des champions. Ces résultats entraînent le départ de l'entraîneur Frank Rijkaard remplacé par Pep Guardiola.
Pour la saison 2008-2009, Guardiola annonce qu'il compte beaucoup sur son attaquant français, souhaitant davantage le faire jouer en pointe notamment après les rumeurs de départs de Samuel Eto'o. Ce dernier reste finalement en Catalogne et contraint l'entraîneur espagnol à laisser Thierry Henry sur le côté gauche de l'attaque. Cependant, le Français semble s'habituer à cette position après une année d'adaptation. En effet, mis en concurrence avec Andrés Iniesta en début de saison, il profite de la blessure de l'Espagnol pour s'imposer définitivement et regagner la confiance du Camp Nou. Auteur de bonnes prestations en particulier durant les grandes rencontres (Séville FC, Valence CF, Real Madrid, Villarreal CF), il inscrit son 50e but en Ligue des champions le 11 mars 2009 lors du huitième de finale retour face à l'Olympique lyonnais, le plaçant alors quatrième meilleur buteur de l'histoire de la C1. Le FC Barcelone réalise une saison exceptionnelle en signant un triplé historique : Ligue des champions, championnat et coupe d'Espagne. Thierry Henry s'inscrit comme l'un des cadres de l'équipe et finit la saison avec 26 buts et 12 passes décisives toutes compétitions confondues. Il s'agit également de la dixième saison consécutive au cours de laquelle il inscrit au moins dix réalisations en championnat. Thierry Henry forme avec Samuel Eto'o et Lionel Messi le trio le plus efficace d'Europe inscrivant au total cent buts à eux trois durant la saison. Au terme de cette saison très réussie, il est élu meilleur joueur en 2009 d'après le Castrol Ranking.

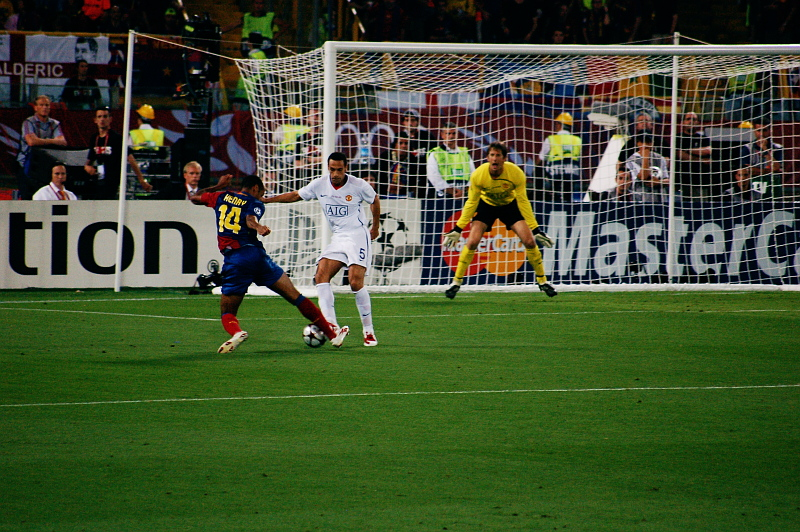
Thierry Henry au duel avec Rio Ferdinand lors de la finale de la Ligue des champions 2009 face à Manchester United.

Durant l'intersaison, Henry ajoute deux nouveaux titres à son palmarès en remportant la Supercoupe d'Europe et la Supercoupe d'Espagne. Après un début de saison 2009-2010 marqué par une série de blessures aux adducteurs et à la cuisse, il inscrit le 355e but de sa carrière toutes compétitions confondues le 2 décembre 2009 face à Xerez CD, devenant ainsi le joueur français ayant inscrit le plus grand nombre de buts dans sa carrière professionnelle. Le 19 décembre 2009, Henry et le FC Barcelone remportent pour la première fois la Coupe du monde des clubs en battant Estudiantes de La Plata en finale sur le score de 2-1. Il s'agit du sixième titre de l'année pour le club catalan, une première dans l'histoire du football. Peu en réussite lors de la première moitié de saison, il perd peu à peu sa place de titulaire au profit de Pedro. Au total, il inscrit quatre buts en 21 matchs de championnat. Le FC Barcelone remporte un deuxième titre national consécutif. Libéré par le FC Barcelone, il est annoncé partant par différents médias espagnols et américains vers la Major League Soccer et le club des Red Bulls de New York. Il signe officiellement le 14 juillet 2010 dans le club new-yorkais.
En 121 apparitions sous le maillot barcelonais, il inscrit 49 buts et distribue 26 passes décisives. Il reste à ce jour[Quand ?] le meilleur buteur français de l'histoire du club.

### Red Bulls de New York (2010-2012)

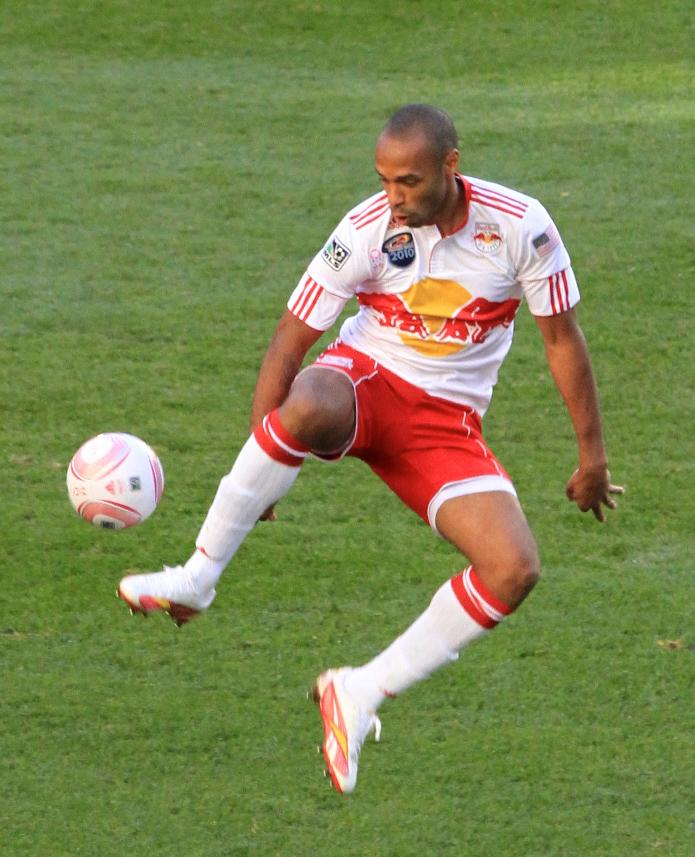
Thierry Henry contrôlant le ballon sous le maillot des Red Bulls de New York en 2011.

L'arrivée de Thierry Henry pour une durée de quatre ans et demi est officialisée sur le site du club américain le 14 juillet 2010. Malgré des offres financières plus importantes de clubs européens et notamment de Manchester City ou Fenerbahçe, Henry justifie sa décision en mettant en avant le côté affectif de son choix : « Je nourrissais le rêve de jouer en Amérique après l'Europe. J'adore New York. J'y viens régulièrement depuis 1996 dès que j'en ai l'occasion ». Chez les Red Bulls, il conserve son traditionnel numéro 14 et devient le neuvième « joueur désigné » de l'histoire du championnat américain, le deuxième de l'équipe new-yorkaise après le Colombien Juan Pablo Ángel, ce qui lui permet d'avoir un salaire supérieur au plafond fixé par la Major League Soccer.
La saison régulière de Major League Soccer débutant en mars, Thierry Henry dispute son premier match lors de la 17e semaine face au Dynamo de Houston le 31 juillet 2010. Auteur d'une bonne prestation, il est à l'origine des deux buts de son équipe. Le 28 août 2010, il inscrit son premier but sous les couleurs des Red Bulls face aux Earthquakes de San José lors de la 22e semaine. Le club américain termine la saison régulière en tête de la Conférence Est, une première pour le club depuis 2000. Cependant, en séries éliminatoires, le club new-yorkais est éliminé en demi-finale de la conférence Est face à San José (1-0, 1-3). Pour sa première saison outre-Atlantique, Henry inscrit deux buts et distribue trois passes décisives en douze rencontres. Il justifie ses prestations relativement décevantes par un manque de préparation après la Coupe du monde (le championnat nord-américain étant décalé par rapport au calendrier européen) et un enchaînement de blessures.
Au cours de l'intersaison, Thierry Henry décide de s'entraîner avec Arsenal FC pour « se maintenir en forme dans la perspective de la nouvelle saison ». Il est peu après promu capitaine à la suite du départ de Juan Pablo Ángel au Galaxy de Los Angeles. Henry connaît des premiers matchs difficiles : il manque un penalty et se blesse aux ischio-jambiers dès la rencontre d'ouverture de la saison. Il inscrit son premier but et offre sa première passe décisive de la saison le 16 avril 2011, lors de la cinquième semaine du championnat face aux Earthquakes de San José. Cinq jours plus tard, il inscrit son premier doublé en Major League Soccer face au D.C. United. Il confirme sa bonne forme du moment en marquant le seul but new-yorkais lors du choc face aux Galaxy de Los Angeles (1-1), le 8 mai 2011. Henry s'installe en tête du classement des buteurs à la suite de sa série de neuf buts en onze matchs. Il est finalement dépassé lors des ultimes semaines par Dwayne De Rosario et Chris Wondolowski et termine ainsi troisième meilleur buteur de la saison régulière avec 14 buts en 26 rencontres. New York se classe à la cinquième place de la Conférence Est et se qualifie pour le premier tour des séries éliminatoires. Lors de ce premier tour face au FC Dallas, il inscrit le deuxième but de son équipe (victoire 2-0). Comme l'année précédente, New York est éliminé en demi-finale de conférence, cette fois-ci face aux Galaxy (0-1, 1-2). Le Français est élu dans l'équipe-type 2011 de la MLS.
Henry retourne une nouvelle fois s'entraîner avec Arsenal FC durant l'intersaison. Son état de forme impressionne Arsène Wenger, qui cherche un attaquant afin de remplacer temporairement Gervinho et Marouane Chamakh, qui prennent part à la Coupe d'Afrique des nations 2012. En décembre 2011, l'entraîneur français déclare que le joueur accepte de porter les couleurs de son ancien club le temps d'un prêt, à condition qu'un accord soit trouvé avec les Red Bulls de New York.

### Prêt à Arsenal (2012)

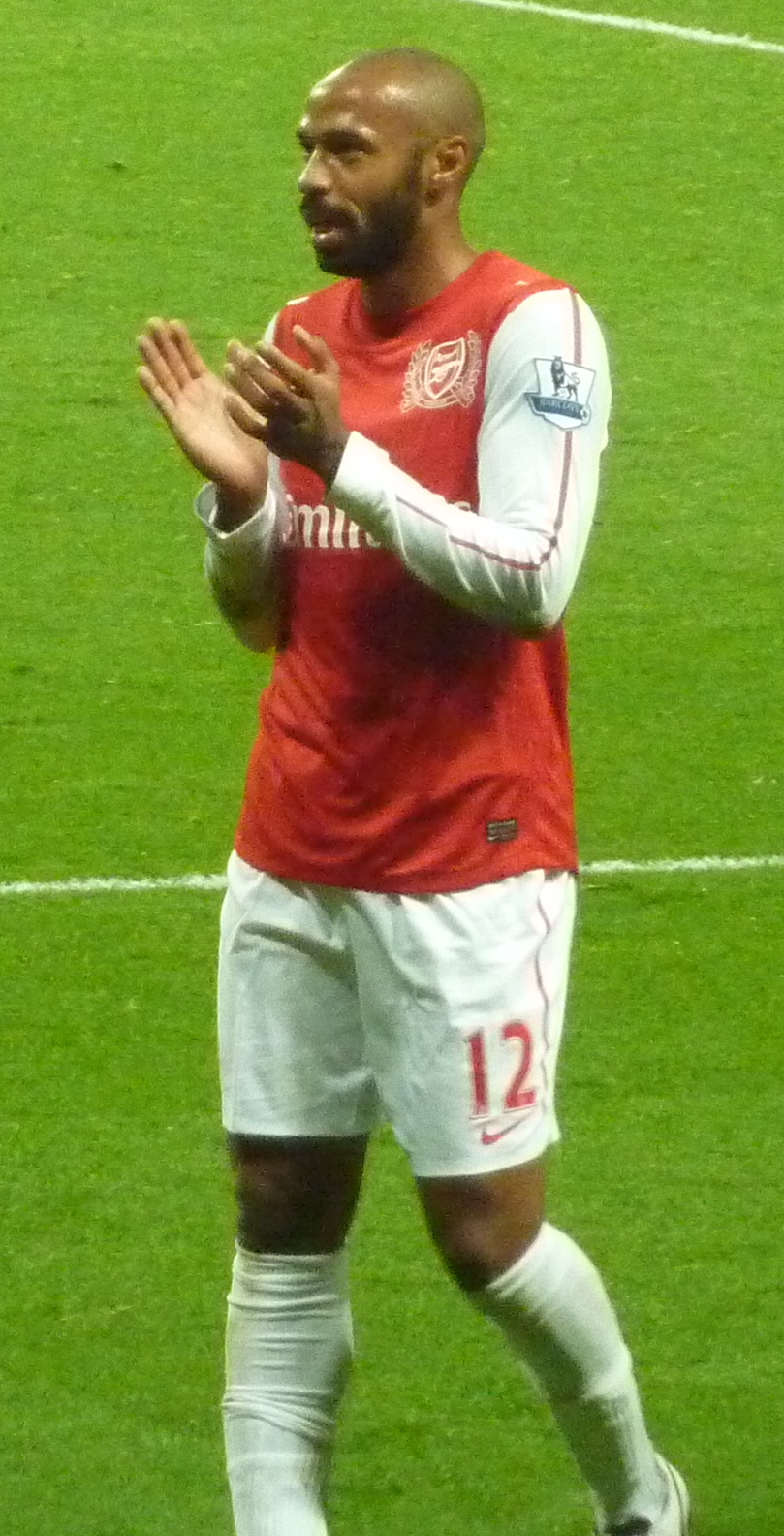
Thierry Henry de retour à Arsenal début 2012.

Après plusieurs jours de négociations, le prêt de Thierry Henry vers Arsenal FC est officialisé le 6 janvier 2012. Le contrat signé par les deux parties stipule une durée déterminée de deux mois, la saison régulière de la MLS reprenant le 10 mars. Meilleur buteur de l'histoire des Gunners, Henry a l'occasion d'accroître son record grâce à ce prêt. Il porte le numéro 12, le 14 étant la propriété de Theo Walcott.
L'attaquant français fait son retour à l'Emirates Stadium trois jours plus tard lors du match comptant pour le troisième tour de Coupe d'Angleterre face à Leeds United. Il donne la victoire aux Gunners en marquant le seul but de la rencontre sur une passe en profondeur côté gauche d'Alexandre Song suivi d'un contrôle puis tir enroulé croisé du pied droit (sa spécialité) dix minutes après son entrée en jeu. Cette performance est très commentée par la presse britannique, qui réagit de manière enthousiaste,. Le 10 février suivant, Arsène Wenger annonce que le prêt de Thierry Henry prend fin le 16 de ce mois. Le lendemain, il participe à son dernier match de Premier League avec Arsenal en remplaçant Alex Oxlade-Chamberlain à la 66e minute de la rencontre à Sunderland AFC pour le compte de la 25e journée. Il donne la victoire aux Gunners en coupant un centre d'Andreï Archavine dans le temps additionnel (1-2). Le 15 février 2012, Henry dispute son dernier match avec Arsenal lors du huitième de finale aller de la Ligue des champions face à l'AC Milan. Entré à la mi-temps à la place de Theo Walcott, il ne peut empêcher les Gunners de s'incliner lourdement face aux Rossoneri (4-0) avant de retourner comme prévu aux Red Bulls de New York le lendemain.

### Retour aux Red Bulls de New York (2012-2014)
Après un mauvais début des Red Bulls de New York en championnat (deux défaites), l'attaquant français offre en partie la victoire à son équipe en inscrivant deux buts et en distribuant une passe décisive lors de la rencontre face aux Rapids du Colorado (4-1). Une semaine plus tard, il inscrit son premier triplé en Major League Soccer face à l'Impact de Montréal (5-2). Ses bonnes performances lors du mois de mars lui permettent de remporter le trophée du joueur du mois de Major League Soccer pour la première fois depuis son arrivée aux Red Bulls de New York. Le 16 septembre 2012, Thierry Henry fait sensation en inscrivant un doublé dont un but sur corner direct en toute fin de match face au Crew de Columbus (victoire 3-1). Deux semaines plus tard, il délivre trois passes décisives avant de marquer le dernier but des siens face au Toronto FC (4-1). Lors de l'ultime rencontre de la saison régulière face à l'Union de Philadelphie, Henry inscrit son 15e but en championnat (victoire 3 à 0). Ce résultat permet aux Red Bulls de se classer à la troisième place de la Conférence Est et de se qualifier directement pour les séries. Les Red Bulls de New York sont éliminés en demi-finale de conférence par le D.C. United (1-1, 0-1) et s'arrêtent à ce stade de la compétition pour la troisième année consécutive. Au total, Henry inscrit 15 buts et délivre 12 passes décisives en 27 rencontres. Le 29 novembre 2012, Henry est élu deuxième meilleur joueur de la saison de Major League Soccer derrière Chris Wondolowski. En outre, il est retenu dans l'équipe-type du championnat pour la deuxième année consécutive.
Alors qu'un nouveau prêt à Arsenal FC, durant la trêve du championnat américain, est envisagé, Arsène Wenger annonce fin décembre, que la transaction n'aura finalement pas lieu expliquant que Thierry Henry n'est pas prêt physiquement pour reprendre la compétition,. Interrogé sur sa retraite sportive, Thierry Henry déclare en janvier 2013 qu'il se « donne encore deux ans. Ça m'emmènera à 37 ans. Ça me fera 20 ans de carrière ». Après un début de saison difficile - deux matchs nuls et deux défaites - les Red Bulls de New York remportent leur première rencontre face à l'Union de Philadelphie (2-1) à la suite du premier but de la saison de Thierry Henry, rentré en cours de match . Le 8 mai 2013, il s'illustre en offrant la victoire à son équipe dans les derniers instants de la partie, d'un retourné acrobatique face à l'Impact de Montréal. Le 14 septembre 2013, il inscrit face au Toronto FC le 400e but de sa carrière professionnelle, toutes compétitions confondues. Au cours de la dernière rencontre de championnat face au Fire de Chicago, Henry inscrit un but et distribue une passe décisive portant son total à 10 buts et 9 passes décisives sur la saison régulière. Il remporte pour la première fois le MLS Supporter's Shield, récompense attribuée à l'équipe ayant marqué le plus de points (59) durant la saison régulière. Cependant, pour la quatrième année consécutive, les New York Red Bulls sont éliminés en demi-finale de la Conférence Est par le Dynamo de Houston (2-2, 1-2 après prolongations).
Pour sa dernière année de contrat, Thierry Henry est associé à l'Anglais Bradley Wright-Phillips à la pointe de l'attaque. Malgré un départ poussif du club new-yorkais (deux défaites et quatre matchs nuls), Henry signe son 42e but sous le maillot des New York Red Bulls en championnat, le 15 mars 2014, devenant ainsi le deuxième meilleur buteur de l'histoire du club derrière le Colombien Juan Pablo Angel (58). Quatre mois plus tard, il s'illustre face au Crew de Columbus en inscrivant un but et délivrant trois passes décisives. Cette performance lui permet de devenir le meilleur passeur de l'histoire du club en championnat avec 37 passes décisives. Au terme de la saison régulière, Henry totalise 10 buts et 14 passes décisives (deuxième meilleur passeur derrière Landon Donovan). Les Red Bulls de New York finissent à la quatrième place de la Conférence Est, synonyme de premier tour des séries. Impliqué dans quatre des cinq buts marqués lors des trois premiers matchs de séries, il participe grandement à la qualification de l'équipe new-yorkaise en finale de conférence, une première depuis 2008.
Le 16 décembre 2014, à 37 ans et 20 ans de carrière, il annonce sur son compte Facebook officiel la fin de sa carrière sportive. Il déclare dans le même temps rejoindre la chaîne de télévision anglaise Sky Sports en qualité de consultant.

### En sélection nationale (1993-2010)

#### Équipes jeunes (1993-1997)
Régulièrement appelé dans les sélections nationales jeunes, Thierry Henry se fait principalement remarquer en inscrivant le but victorieux lors de la finale du Championnat d'Europe de football des moins de 18 ans 1996 face à l'Espagne (1-0). Henry est capitaine de la sélection française à cette compétition,.
Peu avant la Coupe du monde des moins de 20 ans en Malaisie, il participe au Festival International Espoirs avec l'équipe de France des moins de 20 ans. Accompagné par David Trezeguet et Nicolas Anelka, ils remportent le tournoi en finale contre le Portugal. Outre le fait de gagner le tournoi, Henry sera également nommé meilleur joueur de la compétition ainsi que meilleur buteur.
En juin 1997, avec l'équipe de France des moins de 20 ans, il participe à la Coupe du monde de la catégorie en Malaisie. Henry inscrit trois des huit buts des Bleus. L'aventure s'achève aux tirs-au-but en quart de finale face à l'Uruguay (1-1 tab 6-7).

#### Équipe de France A (1997-2010)
Grâce à ses belles performances individuelles et celles de son club, Thierry Henry est convoqué et honore sa première sélection en équipe de France A contre l'Afrique du Sud le 11 octobre 1997, au stade Félix-Bollaert de Lens en match amical. Il déclare à cette époque-là qu'il aurait choisi la sélection antillaise si une telle équipe existait. À la suite de son premier appel, il ne fait pas partie des deux sélections suivantes contre l'Écosse et l'Espagne, lors de l'inauguration du stade de France.
Grâce à ses performances en club, il séduit Aimé Jacquet qui le retient dans sa liste de 22 joueurs pour participer à la Coupe du monde 1998 en France. Il porte dès ce jour le numéro 12 en Bleu, en l'honneur d'une de ses idoles d'adolescence, Marco van Basten.
Titularisé sur le côté droit lors du premier match du Mondial français face à l'Afrique du Sud, il inscrit son premier but sous le maillot des Bleus qui est également le 1600e but marqué en Coupe du monde. Il marque trois buts en six matchs durant cette compétition, ce qui fait de lui le meilleur buteur français du tournoi. Vitesse, puissance, élégance et efficacité, le tout ajouté au culot de ses vingt ans, Henry justifie la confiance qu'Aimé Jacquet place en lui et confirme son talent. Il fait également partie des joueurs français qui transforment leur tir au but lors de la séance de tirs au but en quarts de finale face à l'Italie (0-0). Programmé pour rentrer en finale, il ne peut faire son apparition notamment après l'expulsion de Marcel Desailly qui oblige le sélectionneur français à une option plus défensive. Par conséquent, il ne participe pas à la finale du 12 juillet 1998 qui voit la victoire 3-0 de la France sur le Brésil. En septembre 1998, à la suite du sacre mondial, il est fait Chevalier de la Légion d'honneur par Jacques Chirac comme tous ses coéquipiers champions du monde.

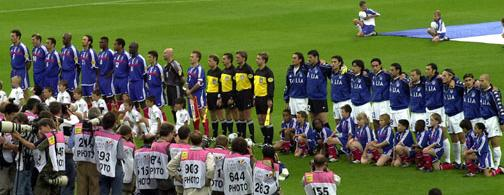
Thierry Henry est titulaire en finale de l'Euro 2000.

Malgré une bonne Coupe du monde, Henry connaît quelques déboires en club, aussi bien avec l'AS Monaco qu'avec la Juventus. Il est laissé de côté par Roger Lemerre et il s'écoule près d'un an et demi entre sa 11e et sa 12e sélection. Il fait même son retour en équipe de France espoirs, alors entraînée par Raymond Domenech, face à l'Italie afin d'aider les Bleuets à se qualifier pour la phase finale de l'Euro 2000 espoirs et surtout pour les Jeux olympiques de Sydney. Malgré un but inscrit lors du match retour décisif, la France s'incline 2-1 après la prolongation.
Auteur d'une bonne première saison à Arsenal FC, Henry devient titulaire en Bleu. Positionné aussi bien sur les ailes qu'à la pointe de l'attaque par Roger Lemerre, il marque trois buts durant l'Euro 2000 face au Danemark et la Tchéquie au premier tour et inscrit le but égalisateur en demi-finale face au Portugal. Il termine une nouvelle fois meilleur buteur de l'équipe de France et remporte son deuxième titre international majeur.
Après six victoires lors de ses huit derniers matchs amicaux précédant la Coupe du monde 2002, l'équipe de France s'annonce comme un très sérieux candidat à sa propre succession. De plus, elle compte en ses rangs les meilleurs buteurs des championnats français (Djibril Cissé), italien (David Trezeguet) et anglais (Thierry Henry). Toutefois, les Bleus ne marquent pas le moindre but et se font logiquement éliminer en phase de poule. Thierry Henry se fait même expulser après un tacle appuyé lors du deuxième match face à l'Uruguay (0-0). Il s'agit de sa seule expulsion sous le maillot français.

Thierry Henry est aligné en pointe lors de la finale de la Coupe du monde 2006.

En 2003, Henry dispute la Coupe des confédérations. Il est élu meilleur joueur par la FIFA de trois des cinq rencontres jouées par l'équipe de France. En finale, il marque le but en or face au Cameroun et apporte le titre à la France. Henry reçoit le prix de meilleur joueur du tournoi ainsi que le titre de meilleur buteur avec quatre réalisations.
La France se qualifie pour l'Euro 2004 qui a lieu au Portugal mais est éliminée en quarts de finale (0-1) par le futur vainqueur de la compétition : la Grèce. Thierry Henry inscrit deux buts (doublé contre la Suisse lors du premier tour) en quatre matchs durant la compétition.
Pendant la Coupe du monde 2006 jouée en Allemagne, Thierry Henry évolue seul en pointe devant Zinédine Zidane dans un système en 4-2-3-1 mis en place par Raymond Domenech. Malgré un départ poussif, Henry et les Bleus se hissent jusqu'en finale mais perdent aux tirs au but face à l'Italie. Henry marque trois buts (dont deux au premier tour face à la Corée du Sud puis face au Togo) en sept matchs et finit meilleur buteur français à égalité avec Zidane. Il marque notamment un but en quarts de finale face au Brésil sur un coup franc du numéro 10 des Bleus qui reste comme la seule et unique passe décisive de « Zizou » à « Titi ». En finale, il est remplacé à la 107e minute par Sylvain Wiltord et ne participe donc pas à la séance de tirs au but. Thierry Henry est sélectionné dans l'équipe type du Mondial mais c'est son coéquipier Zinédine Zidane qui hérite finalement du titre de meilleur joueur de la compétition.
À l'occasion de sa 95e sélection en équipe de France, le 13 octobre 2007 face aux îles Féroé en match éliminatoire de l'Euro 2008, il inscrit son 41e but (victoire 0-6), égalant ainsi le record détenu depuis 1987|en football par Michel Platini (72 sélections).
Quatre jours plus tard, il dépasse ce record en marquant par deux fois au Stade de la Beaujoire face à la Lituanie lors de ces mêmes éliminatoires, inscrivant ainsi ses 42e et 43e but (victoire 2-0) en l'espace de trois minutes.

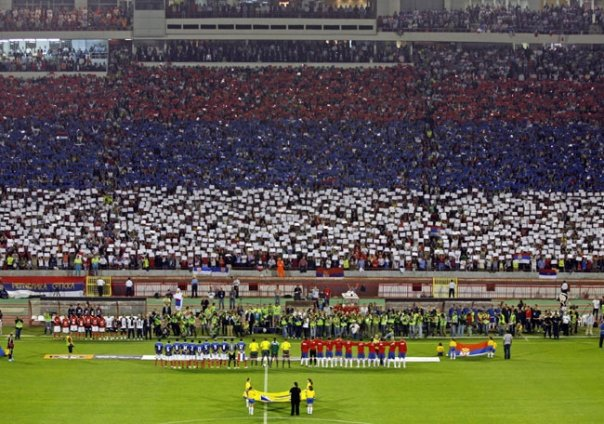
Face à la Serbie, Thierry Henry marque son en équipe de France.

Le 3 juin 2008, Thierry Henry honore sa centième sélection lors de la rencontre amicale face à la Colombie (victoire 1-0) et devient le premier attaquant à atteindre les cent sélections sous le maillot bleu.
Durant l'Euro 2008 qui a lieu en Autriche et en Suisse, Henry ne participe pas au premier match face à la Roumanie (0-0) à la suite d'une blessure à la cuisse gauche. Il inscrit le seul but de l'équipe de France dans la compétition lors du deuxième match face aux Pays-Bas (défaite 4-1) et détourne la frappe de Daniele De Rossi entraînant le second but des Italiens (défaite 2-0) lors du dernier match de poule. La France est logiquement éliminée dès le premier tour.
Après la retraite de Lilian Thuram et en l'absence répétée de Patrick Vieira, Thierry Henry se voit désigner capitaine des Bleus. Il porte le brassard de capitaine lors de 21 matchs de l'équipe de France.
Au cours des qualifications de la Coupe du monde 2010, il retrouve régulièrement le poste qu'il occupe dorénavant au FC Barcelone sur l'aile gauche de l'attaque. Le 9 septembre 2009, il inscrit son 50e but face à la Serbie (1-1) et son 51e et dernier but avec la sélection nationale lors de la victoire (3-1) contre l'Autriche au Stade de France le 14 octobre suivant.
Le 18 novembre 2009, lors du match de barrages retour contre l'Irlande, il permet à l'équipe de France de se qualifier en faisant une passe décisive à William Gallas après avoir commis une faute de main dans la surface de réparation irlandaise, non sifflée par l'arbitre suédois Martin Hansson. Juste après le match, il avoue avoir fait une main mais affirme qu'il « n'est pas l'arbitre ». Le but égalisateur provoque une polémique importante dans les semaines suivant la rencontre. Les Irlandais demandent à la FIFA de faire rejouer le match ou de participer à la Coupe du monde mais celle-ci refuse ces deux propositions. Différentes personnalités du monde du football comme Arsène Wenger ou David Beckham défendent Thierry Henry en affirmant qu'« il n'est pas un tricheur ». D'autres, comme Éric Cantona, ne sont pas du même avis. Ce dernier déclare que « ce n'est pas la main le pire mais sa réaction après le but, comme le fait qu'il se soit assis à côté d'un Irlandais pour le consoler à la fin du match ». Après s'être réunie le 18 janvier 2010, la commission de discipline de la FIFA décide de ne pas punir Thierry Henry après sa main contre l'Irlande.

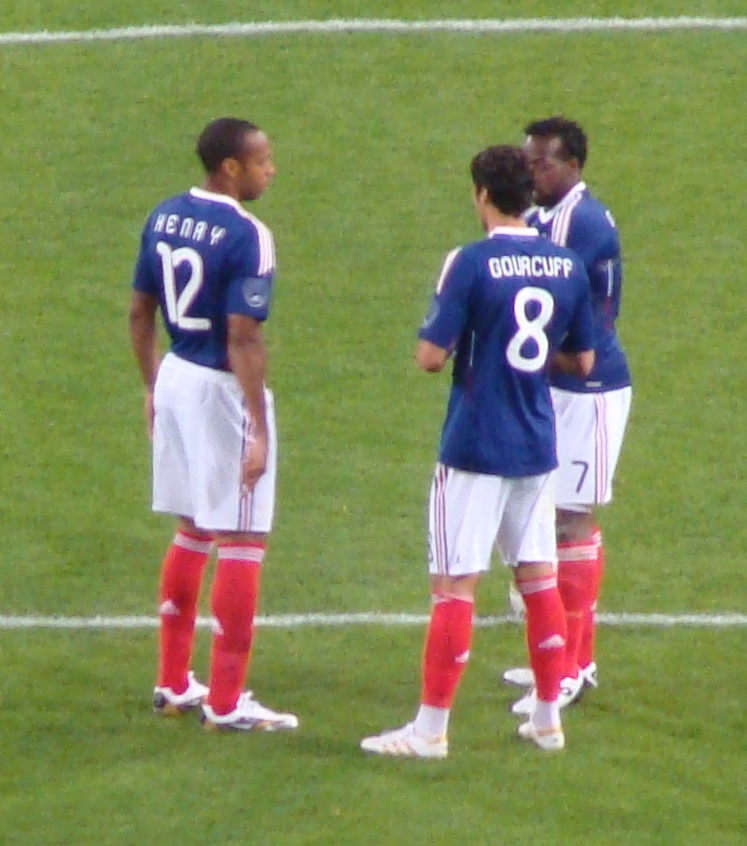
Avec Yoann Gourcuff et Sidney Govou, en match de préparation du Mondial 2010.

Sélectionné parmi les 23 joueurs appelés à disputer Coupe du monde 2010, Henry devient le premier joueur français de l'histoire à disputer quatre Coupes du monde. Cependant, à la suite de sa saison mitigée et à la baisse de son temps de jeu au FC Barcelone, Raymond Domenech, après avoir envisagé de l'écarter, décide de le faire débuter en tant que remplaçant, Henry est déchu de son brassard de capitaine au profit de Patrice Évra. Au total, Henry n'entre en jeu que deux fois, à chaque fois en deuxième période : une demi-heure contre l'Uruguay et vingt minutes contre l'Afrique du Sud, n'inscrivant pas de but. Lors de ce dernier match, il égale le record de Fabien Barthez avec 17 matchs de Coupe du monde disputés sous le maillot français. L'équipe de France est cependant éliminée dès le premier tour.
Le 15 juillet 2010, Thierry Henry annonce qu'il met un terme à sa carrière internationale. Il devient ainsi le dernier champion du monde 1998 à avoir porté le maillot bleu. Il reste à ce jour[Quand ?] le deuxième meilleur buteur de l'histoire des Bleus (51 buts), derrière Olivier Giroud.
Thierry Henry a pour particularité d'avoir affronté le même adversaire — l'Afrique du Sud — pour sa première sélection (match amical le 11 octobre 1997 ; victoire 2-1) et sa dernière sélection (premier tour de la Coupe du monde 2010 le 22 juin 2010 ; défaite 2-1). Il a aussi marqué son premier but en Bleus contre cet adversaire lors de sa quatrième sélection (premier tour de la Coupe du monde 1998 le 12 juin 1998 ; victoire 3-0).

## Carrière dans les médias (depuis 2014)
En 2014, il prend sa retraite sportive et annonce qu'il sera consultant pour la chaîne anglaise Sky Sports avec laquelle il s'est engagé pour six ans. Il perçoit une rémunération estimée à 5 millions d'euros par an. Henry devient également ponctuellement entraîneur de l'équipe des moins de 16 ans d'Arsenal en 2015. Souhaitant entraîner l'équipe des U18 d'Arsenal en juillet 2016 éventuellement bénévolement tout en gardant en parallèle son rôle de consultant pour Sky Sports, cette demande n'est pas acceptée par Arsène Wenger,. Henry cesse sa collaboration avec Sky Sports après la Coupe du monde 2018.
Démissionnaire du CF Montréal pour raisons familiales en février 2021, il retrouve le costume de consultant sur le plateau TV de Sky Sports. Le 5 août 2021, il devient consultant pour animer la nouvelle offre de Prime Video consacrée à la diffusion de la Ligue 1. Il intègre en septembre 2021 une émission de CBS Sports consacrée à la Ligue des champions de l'UEFA. Son entente sur le plateau avec la présentatrice Kate Abdo et les deux autres consultants stars Jamie Carragher et Micah Richards est saluée par les internautes et les médias. Certains extraits deviennent rapidement viraux sur les réseaux sociaux. Il quitte Prime Video en août 2023 en raison de sa nomination à la tête des équipes de France espoirs et olympique.

## Carrière d’entraîneur
En mars 2016, au cours d'une formation au Pays de Galles, il obtient une licence d'entraîneur Pro A délivrée par l'UEFA. En janvier 2018, il devient titulaire d'une licence UEFA Pro, qui lui permet d'entraîner une équipe qualifiée en Coupe d'Europe.

### Entraîneur-adjoint de l'équipe nationale de Belgique (2016-2018)
En août 2016, il devient le T3 de Roberto Martínez, le sélectionneur de l'équipe nationale belge,. Avec la Belgique, il atteint les demi-finale de la Coupe du monde de football 2018, et termine finalement le tournoi à la troisième place après la victoire contre l'Angleterre (2-0) dans la « petite finale ».
Le 31 août 2018, après avoir été pressenti aux Girondins de Bordeaux, il a été promu au statut de premier entraîneur adjoint de Roberto Martínez pour l'équipe de Belgique.

### Entraîneur de l'AS Monaco (2018-2019)
Le 13 octobre 2018, l'AS Monaco annonce la nomination de Thierry Henry comme entraîneur du club jusqu'en juin 2021. Il succède à Leonardo Jardim. Il fait ses débuts face à Strasbourg avec une défaite 2-1 au stade de la Meinau.
Le 24 janvier 2019, l'AS Monaco décide de suspendre ses fonctions en raison des résultats (19e de Ligue 1). Il est remplacé par Leonardo Jardim qui redevient entraîneur du club monégasque.

### Retour en MLS en tant qu'entraîneur (2020)
À la suite de son échec monégasque, Thierry Henry choisit de rebondir en Major League Soccer et contacte l'Impact de Montréal alors à la recherche d'un entraîneur. La nouvelle est officialisée le 14 novembre 2019, il s'engage pour deux saisons (plus une en option) et succède alors à un autre Français, Rémi Garde.
Pour sa première avec la formation québécoise, Thierry Henry affronte en Ligue des champions de la CONCACAF le Deportivo Saprissa au Costa Rica. L'Impact prend les devants rapidement en première période avant de se faire rejoindre en fin de partie (2-2). Il qualifie son équipe pour la suite de la compétition continentale avant la suspension de la saison en raison de la pandémie de Covid-19. À la reprise, son équipe est éliminée en huitièmes de finale du tournoi de retour de la MLS.
Il passe la saison 2020 loin de sa famille en raison de la pandémie de Covid-19 et décide, le 25 février 2021, de quitter ses fonctions d'entraîneur à Montréal et de retourner auprès des siens.
En mai 2021, dans une interview diffusée sur Sky Sports, Thierry Henry a confirmé le projet de rachat d'Arsenal par le milliardaire suédois, Daniel Ek, dans lequel il est partie prenante.

### Retour en équipe nationale de Belgique en tant qu'entraîneur-adjoint (2021-2023)
Le 30 mai 2021, Thierry Henry fait son retour en tant qu'entraîneur-adjoint de Roberto Martínez pour l'équipe nationale belge pour l'Euro 2020.
Il devient ponctuellement entraîneur principal le 25 septembre 2022 à l'occasion d'un match de Ligue des nations contre les Pays-Bas. Il remplace Roberto Martínez qui est expulsé durant la rencontre précédente opposant la Belgique au Pays de Galles. Pour cette rencontre, Henry aligne une formation en 3-4-2-1 face aux Bataves mais la Belgique s'incline 1-0 et ne se qualifie pas pour la phase finale, terminant deuxième de son groupe, derrière ses adversaires du soir. Revenant sur le match, le sélectionneur d'un soir déclare : « Je trouve cela un peu dur de ne parler que d’un manque d’efficacité dans nos rangs. Car j’ai bien aimé la façon dont on a joué. On les a gênés haut. Ils nous attendaient et nous forçaient à laisser le ballon à Toby [Alderweireld, défenseur belge]. On a eu de belles occasions, tout comme les Pays-Bas. »
La Belgique est éliminée au premier tour de la Coupe du monde 2022, ce qui entraîne le départ de Roberto Martínez. Henry n'est pas candidat à la succession de Martínez mais reçoit le soutien public de plusieurs joueurs belges dont celui de l'avant-centre Romelu Lukaku. En février 2023, la Fédération royale belge de football annonce le départ d'Henry de son poste d'adjoint.

### Sélectionneur de l'équipe de France espoirs (2023-2024)
Le 21 août 2023, Thierry Henry est nommé sélectionneur de l'équipe de France espoirs, succédant ainsi à Sylvain Ripoll. Il s'occupe également de l'équipe de France olympique en vue des Jeux de Paris 2024,. Son élection a été votée à l'unanimité face au finaliste Sabri Lamouchi. Gérald Baticle devient son adjoint et Gaël Clichy rejoint son staff,.
Le 29 août 2023, Thierry Henry est officiellement intronisé à son poste durant une conférence de presse de présentation au siège de la Fédération française de football (FFF),. Henry dévoile sa première liste de joueurs convoqués avec les espoirs trois jours plus tard.
Le 9 août 2024, moins d'un an après son intronisation, Thierry Henry dispute en tant que sélectionneur la finale du tournoi de football des Jeux olympiques d'été de 2024 face à l'Espagne. L'équipe de France perd finalement le match contre l'Espagne (3-5 après prolongation).
Le 19 août 2024, Thierry Henry annonce quitter son poste de sélectionneur,. Cette décision est prise « pour des raisons qui lui sont personnelles »,.

## Style et caractéristiques

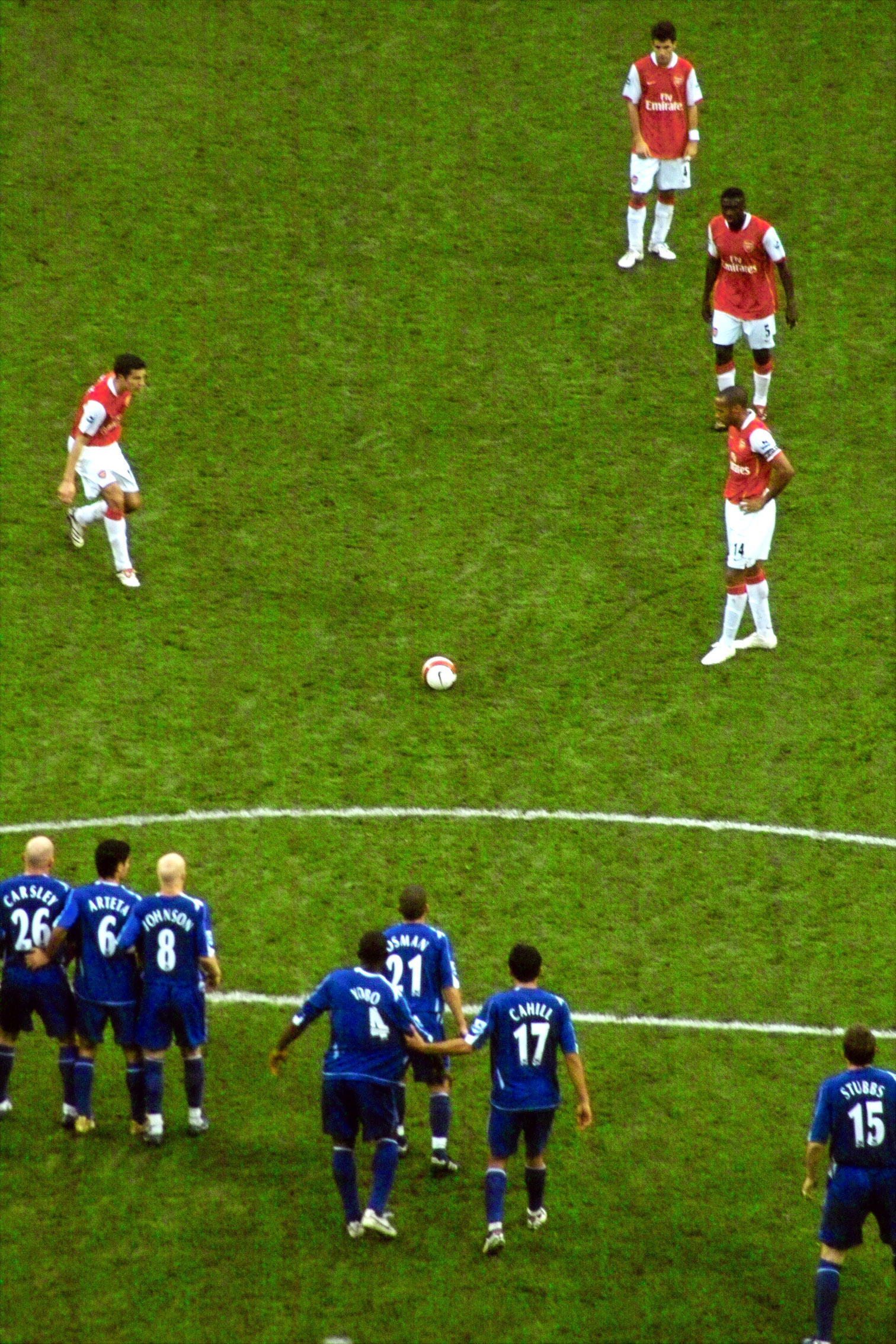
Thierry Henry était le premier choix lors des coups francs pour Arsenal.

Thierry Henry est considéré pendant sa carrière comme l'un des meilleurs spécialistes à son poste d'attaquant. Son principal atout est sa grande vitesse ballon au pied qui lui permet d'attaquer de loin et de s'engouffrer dans les espaces d'une défense. Ce profil se situe en opposition de celui des attaquants français dominant le championnat de France à ses débuts en tant que professionnel. Ce style de jeu couplé à ses qualités dans la finition lui a permis de rayonner pendant de nombreuses années dans le championnat anglais. Ainsi, il a occupé presque chaque année la première place au classement des buteurs de la Premier League. Dans les années 2000, la Direction technique nationale française favorise la détection de jeunes joueurs ayant des caractéristiques similaires à celles d'Henry. Particulièrement irrésistible pour « dévorer » les larges espaces, il est en revanche moins efficace dans les espaces réduits et est souvent gêné par les défenses serrées. Malgré sa grande taille, il n'est pas réputé pour son jeu de tête. Participant activement au jeu de l'équipe, il lui arrive fréquemment de décrocher de sa position de base pour remonter des ballons. Ces changements de position lui permettent de distribuer régulièrement un grand nombre de passes décisives. Il déclare avant la Coupe du monde 1998 avoir autant de plaisir à donner des passes décisives qu'à inscrire des buts.
Concernant les coups de pied arrêtés, Thierry Henry s'est principalement distingué à Arsenal où il faisait partie des premiers choix de tireur que ce soit pour les coups francs ou les penaltys. Il s'est d'ailleurs fait remarquer de manière assez cocasse lors de la saison 2005-2006 en voulant, à l'image de Johan Cruyff et Jesper Olsen, tirer un penalty à deux avec son coéquipier Robert Pirès, ce dernier manquant son geste au point de ne pas toucher le ballon. En équipe de France, Henry reste un tireur occasionnel ; il n'inscrit que deux buts sur penalty durant sa carrière.
Thierry Henry possède une spécificité : ses frappes enroulées du plat du pied droit généralement placées côté opposé, sur la gauche du gardien.
Réputé pour sa connaissance de son sport, son professionnalisme sur le terrain ainsi qu'à l'entraînement,, Thierry Henry tient à contrôler son image médiatique durant sa carrière de joueur. Critiqué pour une image de lui distante qu'il forge à mesure de l'avancée de sa carrière, il est néanmoins l'objet de l'admiration de nombreux supporters notamment parmi ceux d'Arsenal. Sa popularité pâtit en France de son contrôle de la main lors du match de barrages retour qualificatif pour la Coupe du monde 2010, ainsi que de sa passivité lors de la grève des joueurs français lors de cette Coupe du monde. En revanche, sa popularité en Angleterre n'en est pas affectée. Qualifié par plusieurs médias d'« individualiste », Emmanuel Petit dit de lui : « Henry n'est pas cet individualiste que décrivent certains médias. Il a l'esprit d'équipe et vit pour le football, un sport collectif ».

## Statistiques

### Statistiques de joueur

#### Statistiques détaillées
Le tableau ci-dessous résume les statistiques en match officiel de Thierry Henry depuis ses débuts professionnels,,.

| Saison                | Club                  | Championnat           | Championnat | Championnat | Championnat | Coupe nationale | Coupe nationale | Coupe nationale | Coupe de la Ligue | Coupe de la Ligue | Coupe de la Ligue | Supercoupe | Supercoupe | Supercoupe | Compétition(s) continentale(s) | Compétition(s) continentale(s) | Compétition(s) continentale(s) | Compétition(s) continentale(s) | Autres compétitions | Autres compétitions | Autres compétitions | Autres compétitions | France | France | France | Total | Total | Total |
| Saison                | Club                  | Division              | M.          | B.          | P.d.        | M.              | B.              | P.d.            | M.                | B.                | P.d.              | M.         | B.         | P.d.       | Comp.                          | M.                             | B.                             | P.d.                           | Comp.               | M.                  | B.                  | P.d.                | M.     | B.     | P.d.   | M.    | B.    | P.d.  |
| 1994-1995             | AS Monaco             | D1                    | 8           | 3           | 1           | -               | -               | -               | -                 | -                 | -                 | -          | -          | -          | -                              | -                              | -                              | -                              | -                   | -                   | -                   | -                   | -      | -      | -      | 8     | 3     | 1     |
| 1995-1996             | AS Monaco             | D1                    | 18          | 3           | 5           | -               | -               | -               | 3                 | 0                 | 1                 | -          | -          | -          | C3                             | 1                              | 0                              | 0                              | -                   | -                   | -                   | -                   | -      | -      | -      | 22    | 3     | 6     |
| 1996-1997             | AS Monaco             | D1                    | 36          | 9           | 8           | 1               | 0               | 0               | 2                 | 0                 | 1                 | -          | -          | -          | C3                             | 9                              | 1                              | 4                              | -                   | -                   | -                   | -                   | -      | -      | -      | 48    | 10    | 13    |
| 1997-1998             | AS Monaco             | D1                    | 30          | 4           | 9           | 4               | 0               | 2               | 1                 | 0                 | 0                 | -          | -          | -          | C1                             | 9                              | 7                              | 1                              | -                   | -                   | -                   | -                   | 9      | 3      | 1      | 53    | 14    | 13    |
| 1998-1999             | AS Monaco             | D1                    | 13          | 1           | 3           | -               | -               | -               | 1                 | 0                 | 0                 | -          | -          | -          | C3                             | 5                              | 0                              | 2                              | -                   | -                   | -                   | -                   | 2      | 0      | 0      | 21    | 1     | 5     |
| Sous-total            | Sous-total            | Sous-total            | 105         | 20          | 26          | 5               | 0               | 2               | 7                 | 0                 | 2                 | -          | -          | -          | -                              | 24                             | 8                              | 7                              | -                   | -                   | -                   | -                   | 11     | 3      | 1      | 152   | 31    | 38    |
| 1998-1999             | Juventus FC           | Serie A               | 16          | 3           | 2           | 1               | 0               | 0               | -                 | -                 | -                 | -          | -          | -          | -                              | -                              | -                              | -                              | BCE                 | 2                   | 0                   | 0                   | -      | -      | -      | 19    | 3     | 2     |
| 1999-2000             | Juventus FC           | Serie A               | -           | -           | -           | -               | -               | -               | -                 | -                 | -                 | -          | -          | -          | C4                             | 1                              | 0                              | 0                              | -                   | -                   | -                   | -                   | -      | -      | -      | 1     | 0     | 0     |
| Sous-total            | Sous-total            | Sous-total            | 16          | 3           | 2           | 1               | 0               | 0               | -                 | -                 | -                 | -          | -          | -          | -                              | 1                              | 0                              | 0                              | -                   | 2                   | 0                   | 0                   | -      | -      | -      | 20    | 3     | 2     |
| 1999-2000             | Arsenal FC            | PL                    | 31          | 17          | 8           | 3               | 0               | 0               | 2                 | 1                 | 0                 | -          | -          | -          | C1+C3                          | 4+8                            | 1+7                            | 0+2                            | -                   | -                   | -                   | -                   | 10     | 5      | 1      | 58    | 31    | 11    |
| 2000-2001             | Arsenal FC            | PL                    | 35          | 17          | 9           | 4               | 1               | 0               | -                 | -                 | -                 | -          | -          | -          | C1                             | 14                             | 4                              | 0                              | -                   | -                   | -                   | -                   | 8      | 2      | 2      | 61    | 24    | 11    |
| 2001-2002             | Arsenal FC            | PL                    | 33          | 24          | 5           | 5               | 1               | 2               | -                 | -                 | -                 | -          | -          | -          | C1                             | 11                             | 7                              | 0                              | -                   | -                   | -                   | -                   | 9      | 2      | 3      | 58    | 34    | 10    |
| 2002-2003             | Arsenal FC            | PL                    | 37          | 24          | 20          | 5               | 1               | 0               | -                 | -                 | -                 | 1          | 0          | 0          | C1                             | 12                             | 7                              | 1                              | -                   | -                   | -                   | -                   | 13     | 10     | 5      | 68    | 42    | 26    |
| 2003-2004             | Arsenal FC            | PL                    | 37          | 30          | 6           | 3               | 3               | 2               | -                 | -                 | -                 | 1          | 1          | 0          | C1                             | 10                             | 5                              | 3                              | -                   | -                   | -                   | -                   | 12     | 5      | 5      | 63    | 44    | 16    |
| 2004-2005             | Arsenal FC            | PL                    | 32          | 25          | 14          | 1               | 0               | 1               | -                 | -                 | -                 | 1          | 0          | 0          | C1                             | 8                              | 5                              | 1                              | -                   | -                   | -                   | -                   | 7      | 1      | 1      | 49    | 31    | 17    |
| 2005-2006             | Arsenal FC            | PL                    | 32          | 27          | 8           | -               | -               | -               | 1                 | 1                 | 0                 | 1          | 0          | 0          | C1                             | 11                             | 5                              | 2                              | -                   | -                   | -                   | -                   | 15     | 8      | 2      | 60    | 41    | 12    |
| 2006-2007             | Arsenal FC            | PL                    | 17          | 10          | 4           | 3               | 1               | 1               | -                 | -                 | -                 | -          | -          | -          | C1                             | 7                              | 1                              | 0                              | -                   | -                   | -                   | -                   | 7      | 3      | 3      | 34    | 15    | 8     |
| Sous-total            | Sous-total            | Sous-total            | 254         | 174         | 74          | 24              | 7               | 6               | 3                 | 2                 | 0                 | 4          | 1          | 0          | -                              | 85                             | 42                             | 9                              | -                   | -                   | -                   | -                   | 81     | 36     | 22     | 451   | 262   | 111   |
| 2007-2008             | FC Barcelone          | Liga                  | 30          | 12          | 9           | 7               | 4               | 4               | -                 | -                 | -                 | -          | -          | -          | C1                             | 10                             | 3                              | 2                              | -                   | -                   | -                   | -                   | 10     | 6      | 1      | 57    | 25    | 16    |
| 2008-2009             | FC Barcelone          | Liga                  | 29          | 19          | 8           | 1               | 1               | 1               | -                 | -                 | -                 | -          | -          | -          | C1                             | 12                             | 6                              | 4                              | -                   | -                   | -                   | -                   | 9      | 3      | 1      | 51    | 29    | 14    |
| 2009-2010             | FC Barcelone          | Liga                  | 21          | 4           | 2           | 1               | 0               | 0               | -                 | -                 | -                 | 2          | 0          | 0          | C1                             | 6                              | 0                              | 1                              | SC+CMC              | 1+1                 | 0+0                 | 0+0                 | 12     | 3      | 2      | 44    | 7     | 5     |
| Sous-total            | Sous-total            | Sous-total            | 80          | 35          | 19          | 9               | 5               | 5               | -                 | -                 | -                 | 2          | 0          | 0          | -                              | 28                             | 9                              | 7                              | -                   | 2                   | 0                   | 0                   | 31     | 12     | 4      | 152   | 61    | 35    |
| 2010                  | Red Bulls de New York | MLS                   | 11          | 2           | 3           | -               | -               | -               | -                 | -                 | -                 | -          | -          | -          | -                              | -                              | -                              | -                              | Séries              | 1                   | 0                   | 0                   | -      | -      | -      | 12    | 2     | 3     |
| 2011                  | Red Bulls de New York | MLS                   | 26          | 14          | 4           | -               | -               | -               | -                 | -                 | -                 | -          | -          | -          | -                              | -                              | -                              | -                              | Séries              | 3                   | 1                   | 1                   | -      | -      | -      | 29    | 15    | 5     |
| 2012                  | Red Bulls de New York | MLS                   | 25          | 15          | 12          | -               | -               | -               | -                 | -                 | -                 | -          | -          | -          | -                              | -                              | -                              | -                              | Séries              | 2                   | 0                   | 0                   | -      | -      | -      | 27    | 15    | 12    |
| 2013                  | Red Bulls de New York | MLS                   | 30          | 10          | 9           | -               | -               | -               | -                 | -                 | -                 | -          | -          | -          | -                              | -                              | -                              | -                              | Séries              | 2                   | 0                   | 1                   | -      | -      | -      | 32    | 10    | 10    |
| 2014                  | Red Bulls de New York | MLS                   | 30          | 10          | 14          | -               | -               | -               | -                 | -                 | -                 | -          | -          | -          | -                              | -                              | -                              | -                              | Séries              | 5                   | 0                   | 5                   | -      | -      | -      | 35    | 10    | 19    |
| Sous-total            | Sous-total            | Sous-total            | 122         | 51          | 42          | 0               | 0               | 0               | -                 | -                 | -                 | -          | -          | -          | -                              | -                              | -                              | -                              | -                   | 13                  | 1                   | 7                   | -      | -      | -      | 135   | 52    | 49    |
| 2011-2012             | Arsenal FC (prêt)     | PL                    | 4           | 1           | 0           | 2               | 1               | 0               | -                 | -                 | -                 | -          | -          | -          | C1                             | 1                              | 0                              | 0                              | -                   | -                   | -                   | -                   | -      | -      | -      | 7     | 2     | 0     |
| Sous-total            | Sous-total            | Sous-total            | 4           | 1           | 0           | 2               | 1               | 0               | -                 | -                 | -                 | -          | -          | -          | -                              | 1                              | 0                              | 0                              | -                   | -                   | -                   | -                   | -      | -      | -      | 7     | 2     | 0     |
| Total sur la carrière | Total sur la carrière | Total sur la carrière | 581         | 284         | 164         | 41              | 13              | 13              | 10                | 2                 | 2                 | 6          | 1          | 0          | -                              | 139                            | 59                             | 23                             | -                   | 17                  | 1                   | 7                   | 123    | 51     | 27     | 917   | 411   | 236   |

#### Détails des sélections et buts avec la France
| Compétition              | MJ  | Buts | V  | N  | D  |
| ------------------------ | --- | ---- | -- | -- | -- |
| Coupe du monde           | 17  | 6    | 9  | 6  | 2  |
| Euro                     | 11  | 6    | 7  | 1  | 3  |
| Coupe des confédérations | 5   | 4    | 5  | 0  | 0  |
| Qualif. CdM              | 17  | 6    | 8  | 8  | 1  |
| Qualif. Euro             | 16  | 12   | 12 | 3  | 1  |
| Matchs amicaux           | 57  | 17   | 31 | 17 | 9  |
| Total                    | 123 | 51   | 72 | 35 | 16 |

| Matchs internationaux de Thierry Henry | Matchs internationaux de Thierry Henry | Matchs internationaux de Thierry Henry               | Matchs internationaux de Thierry Henry | Matchs internationaux de Thierry Henry | Matchs internationaux de Thierry Henry | Matchs internationaux de Thierry Henry                                |
|                                        | Date                                   | Lieu                                                 | Adversaire                             | Résultat                               | Compétition                            | Notes                                                                 |
| -------------------------------------- | -------------------------------------- | ---------------------------------------------------- | -------------------------------------- | -------------------------------------- | -------------------------------------- | --------------------------------------------------------------------- |
| 1.                                     | 11 octobre 1997                        | Stade Félix-Bollaert, Lens, France                   | Afrique du Sud                         | 2 - 1                                  | Match amical                           | Titulaire.                                                            |
| 2.                                     | 27 mai 1998                            | Stade Mohamed V, Casablanca, Maroc                   | Belgique                               | 0 - 1                                  | Match amical                           | Entre en jeu à la place de Robert Pirès à la 63e minute de jeu.       |
| 3.                                     | 29 mai 1998                            | Stade Mohamed V, Casablanca, Maroc                   | Maroc                                  | 2 - 2 (6-5 tab)                        | Match amical                           | Titulaire.                                                            |
| 4.                                     | 12 juin 1998                           | Stade Vélodrome, Marseille, France                   | Afrique du Sud                         | 3 - 0                                  | Coupe du monde 1998                    | Titulaire.                                                            |
| 5.                                     | 18 juin 1998                           | Stade de France, Saint-Denis, France                 | Arabie saoudite                        | 4 - 0                                  | Coupe du monde 1998                    | Titulaire et remplacé par Robert Pirès à la 78e minute de jeu.        |
| 6.                                     | 24 juin 1998                           | Stade de Gerland, Lyon, France                       | Danemark                               | 2 - 1                                  | Coupe du monde 1998                    | Entre en jeu à la place de Robert Pirès à la 72e minute de jeu.       |
| 7.                                     | 28 juin 1998                           | Stade Félix-Bollaert, Lens, France                   | Paraguay                               | 1 - 0 (b.e.o)                          | Coupe du monde 1998                    | Titulaire et remplacé par Robert Pirès à la 65e minute de jeu.        |
| 8.                                     | 3 juillet 1998                         | Stade de France, Saint-Denis, France                 | Italie                                 | 0 - 0 (4-3 tab)                        | Coupe du monde 1998                    | Entre en jeu à la place de Christian Karembeu à la 65e minute de jeu. |
| 9.                                     | 8 juillet 1998                         | Stade de France, Saint-Denis, France                 | Croatie                                | 2 - 1                                  | Coupe du monde 1998                    | Entre en jeu à la place de Christian Karembeu à la 31e minute de jeu. |
| 10.                                    | 19 aout 1998                           | Ernst Happel Stadion, Vienne, Autriche               | Autriche                               | 2 - 2                                  | Match amical                           | Titulaire et remplacé par Robert Pirès à la 65e minute de jeu.        |
| 11.                                    | 5 septembre 1998                       | Laugardalsvöllur, Reykjavik, Islande                 | Islande                                | 1 - 1                                  | Éliminatoires Euro 2000                | Entre en jeu à la place de Christophe Dugarry à la 68e minute de jeu. |
| 12.                                    | 29 mars 2000                           | Hampden Park, Glasgow, Écosse                        | Écosse                                 | 0 - 2                                  | Match amical                           | Titulaire.                                                            |
| 13.                                    | 26 avril 2000                          | Stade de France, Saint-Denis, France                 | Slovénie                               | 3 - 2                                  | Match amical                           | Titulaire et remplacé par David Trézéguet à la 46e minute de jeu.     |
| 14.                                    | 28 mai 2000                            | Stade Maksimir, Zagreb, Croatie                      | Croatie                                | 0 - 2                                  | Match amical                           | Titulaire et remplacé par Johan Micoud à la 61e minute de jeu.        |
| 15.                                    | 4 juin 2000                            | Stade Mohamed V, Casablanca, Maroc                   | Japon                                  | 2 - 2 (4-2 tab)                        | Match amical                           | Entre en jeu à la place de Zinedine Zidane à la 90e minute de jeu.    |
| 16.                                    | 6 juin 2000                            | Stade Mohamed V, Casablanca, Maroc                   | Maroc                                  | 1 - 5                                  | Match amical                           | Titulaire et remplacé par Emmanuel Petit à la 74e minute de jeu.      |
| 17.                                    | 11 juin 2000                           | Stade Jan Breydel, Bruges, Belgique                  | Danemark                               | 3 - 0                                  | Euro 2000                              | Titulaire.                                                            |
| 18.                                    | 16 juin 2000                           | Stade Jan Breydel, Bruges, Belgique                  | Tchéquie                               | 1 - 2                                  | Euro 2000                              | Titulaire et remplacé par Sylvain Wiltord à la 90e minute de jeu.     |
| 19.                                    | 25 juin 2000                           | Stade Jan Breydel, Bruges, Belgique                  | Espagne                                | 1 - 2                                  | Euro 2000                              | Titulaire et remplacé par Nicolas Anelka à la 82e minute de jeu.      |
| 20.                                    | 28 juin 2000                           | Stade du Roi Baudouin, Bruxelles, Belgique           | Portugal                               | 2 - 1 (b.e.o)                          | Euro 2000                              | Titulaire et remplacé par David Trézéguet à la 106e minute de jeu.    |
| 21.                                    | 2 juillet 2000                         | Feyenoord Stadion, Rotterdam, Pays-Bas               | Italie                                 | 2 - 1 (b.e.o)                          | Euro 2000                              | Titulaire.                                                            |
| 22.                                    | 16 aout 2000                           | Stade Vélodrome, Marseille, France                   | Sélection mondiale FIFA                | 5 - 1                                  | Match amical                           | Titulaire et remplacé par Robert Pirès à la 46e minute de jeu.        |
| 23.                                    | 2 septembre 2000                       | Stade de France, Saint-Denis, France                 | Angleterre                             | 1 - 1                                  | Match amical                           | Titulaire et remplacé par David Trézéguet à la 46e minute de jeu.     |
| 24.                                    | 4 octobre 2000                         | Stade de France, Saint-Denis, France                 | Cameroun                               | 0 - 0                                  | Match amical                           | Titulaire.                                                            |
| 25.                                    | 7 octobre 2000                         | Ellis Park Stadium, Johannesbourg, Afrique du Sud    | Afrique du Sud                         | 0 - 0                                  | Match amical                           | Titulaire.                                                            |
| 26.                                    | 27 février 2001                        | Stade de France, Saint-Denis, France                 | Allemagne                              | 1 - 0                                  | Match amical                           | Entre en jeu à la place de Nicolas Anelka à la 59e minute de jeu.     |
| 27.                                    | 24 mars 2001                           | Stade de France, Saint-Denis, France                 | Japon                                  | 5 - 0                                  | Match amical                           | Titulaire et remplacé par David Trézéguet à la 53e minute de jeu.     |
| 28.                                    | 28 mars 2001                           | Mestalla, Valence, Espagne                           | Espagne                                | 2 - 1                                  | Match amical                           | Titulaire.                                                            |
| 29.                                    | 25 avril 2001                          | Stade de France, Saint-Denis, France                 | Portugal                               | 4 - 0                                  | Match amical                           | Titulaire.                                                            |
| 30.                                    | 15 aout 2001                           | Stade de la Beaujoire, Nantes, France                | Danemark                               | 1 - 0                                  | Match amical                           | Titulaire et remplacé par David Trézéguet à la 56e minute de jeu.     |
| 31.                                    | 1er septembre 2001                     | Estadio Nacional de Chile, Santiago, Chili           | Chili                                  | 2 - 1                                  | Match amical                           | Entre en jeu à la place de Sylvain Wiltord à la 46e minute de jeu.    |
| 32.                                    | 6 octobre 2001                         | Stade de France, Saint-Denis, France                 | Algérie                                | 4 - 1                                  | Match amical                           | Titulaire et remplacé par Sylvain Wiltord à la 56e minute de jeu.     |
| 33.                                    | 13 février 2002                        | Stade de France, Saint-Denis, France                 | Roumanie                               | 2 - 1                                  | Match amical                           | Titulaire et remplacé par David Trézéguet à la 71e minute de jeu.     |
| 34.                                    | 27 mars 2002                           | Stade de France, Saint-Denis, France                 | Écosse                                 | 5 - 0                                  | Match amical                           | Titulaire.                                                            |
| 35.                                    | 17 avril 2002                          | Stade de France, Saint-Denis, France                 | Russie                                 | 0 - 0                                  | Match amical                           | Titulaire.                                                            |
| 36.                                    | 26 mai 2002                            | Stade de Suwon, Suwon, Corée du Sud                  | Corée du Sud                           | 2 - 3                                  | Match amical                           | Titulaire et remplacé par Christophe Dugarry à la 46e minute de jeu.  |
| 37.                                    | 31 mai 2002                            | Seoul World Cup Stadium, Séoul, Corée du Sud         | Sénégal                                | 0 - 1                                  | Coupe du monde 2002                    | Titulaire.                                                            |
| 38.                                    | 6 juin 2002                            | Busan Asiad Stadium, Pusan, Corée du Sud             | Uruguay                                | 0 - 0                                  | Coupe du monde 2002                    | Titulaire et expulsé à la 25e minute de jeu.                          |
| 39.                                    | 21 aout 2002                           | Stade du 7-Novembre, Radès, Tunisie                  | Tunisie                                | 0 - 0                                  | Match amical                           | Titulaire et remplacé par Steve Marlet à la 46e minute de jeu.        |
| 40.                                    | 12 octobre 2002                        | Stade de France, Saint-Denis, France                 | Slovénie                               | 5 - 0                                  | Éliminatoires Euro 2004                | Titulaire.                                                            |
| 41.                                    | 16 octobre 2002                        | Stade Ta Qali, La Valette, Malte                     | Malte                                  | 0 - 4                                  | Éliminatoires Euro 2004                | Titulaire et remplacé par Éric Carrière à la 77e minute de jeu.       |
| 42.                                    | 20 novembre 2002                       | Stade de France, Saint-Denis, France                 | RF Yougoslavie                         | 3 - 0                                  | Match amical                           | Titulaire et remplacé par Daniel Moreira à la 75e minute de jeu.      |
| 43.                                    | 12 février 2003                        | Stade de France, Saint-Denis, France                 | Tchéquie                               | 0 - 2                                  | Match amical                           | Titulaire et remplacé par Djibril Cissé à la 68e minute de jeu.       |
| 44.                                    | 29 mars 2003                           | Stade Félix-Bollaert, Lens, France                   | Malte                                  | 6 - 0                                  | Éliminatoires Euro 2004                | Titulaire et remplacé par Jérôme Rothen à la 81e minute de jeu.       |
| 45.                                    | 2 avril 2003                           | Stadio Renzo Barbera, Palerme, Italie                | Israël                                 | 1 - 2                                  | Éliminatoires Euro 2004                | Titulaire.                                                            |
| 46.                                    | 30 avril 2003                          | Stade de France, Saint-Denis, France                 | Égypte                                 | 5 - 0                                  | Match amical                           | Titulaire et remplacé par Olivier Kapo à la 57e minute de jeu.        |
| 47.                                    | 18 juin 2003                           | Stade de Gerland, Lyon, France                       | Colombie                               | 1 - 0                                  | Coupe des confédérations 2003          | Titulaire et remplacé par Steve Marlet à la 85e minute de jeu.        |
| 48.                                    | 20 juin 2003                           | Stade Geoffroy-Guichard, Saint-Étienne, France       | Japon                                  | 2 - 1                                  | Coupe des confédérations 2003          | Entre en jeu à la place de Steve Marlet à la 80e minute de jeu.       |
| 49.                                    | 22 juin 2003                           | Stade de France, Saint-Denis, France                 | Nouvelle-Zélande                       | 5 - 0                                  | Coupe des confédérations 2003          | Titulaire et remplacé par Steve Marlet à la 73e minute de jeu.        |
| 50.                                    | 26 juin 2003                           | Stade de France, Saint-Denis, France                 | Turquie                                | 3 - 2                                  | Coupe des confédérations 2003          | Titulaire.                                                            |
| 51.                                    | 29 juin 2003                           | Stade de France, Saint-Denis, France                 | Cameroun                               | 0 - 1 (b.e.o)                          | Coupe des confédérations 2003          | Titulaire.                                                            |
| 52.                                    | 20 aout 2003                           | Stade de Genève, Genève, Suisse                      | Suisse                                 | 0 - 2                                  | Match amical                           | Titulaire et remplacé par Steve Marlet à la 46e minute de jeu.        |
| 53.                                    | 6 septembre 2003                       | Stade de France, Saint-Denis, France                 | Chypre                                 | 5 - 0                                  | Éliminatoires Euro 2004                | Titulaire et remplacé par Steve Marlet à la 75e minute de jeu.        |
| 54.                                    | 10 septembre 2003                      | Stade Bežigrad, Ljubljana, Slovénie                  | Slovénie                               | 0 - 2                                  | Éliminatoires Euro 2004                | Titulaire.                                                            |
| 55.                                    | 11 octobre 2003                        | Stade de France, Saint-Denis, France                 | Israël                                 | 3 - 0                                  | Éliminatoires Euro 2004                | Titulaire et remplacé par Djibril Cissé à la 77e minute de jeu.       |
| 56.                                    | 15 novembre 2003                       | AufSchalke Arena, Gelsenkirchen, Allemagne           | Allemagne                              | 0 - 3                                  | Match amical                           | Titulaire.                                                            |
| 57.                                    | 31 mars 2004                           | Feyenoord Stadion, Rotterdam, Pays-Bas               | Pays-Bas                               | 0 - 0                                  | Match amical                           | Entre en jeu à la place de Sidney Govou à la 46e minute de jeu.       |
| 58.                                    | 20 mai 2004                            | Stade de France, Saint-Denis, France                 | Brésil                                 | 0 - 0                                  | Match amical                           | Titulaire.                                                            |
| 59.                                    | 6 juin 2004                            | Stade de France, Saint-Denis, France                 | Ukraine                                | 1 - 0                                  | Match amical                           | Titulaire.                                                            |
| 60.                                    | 13 juin 2004                           | Stade de la Luz, Lisbonne, Portugal                  | Angleterre                             | 1 - 2                                  | Euro 2004                              | Titulaire.                                                            |
| 61.                                    | 17 juin 2004                           | Estádio Dr. Magalhaes Pessoa, Leiria, Portugal       | Croatie                                | 2 - 2                                  | Euro 2004                              | Titulaire.                                                            |
| 62.                                    | 21 juin 2004                           | Estádio Cidade de Coimbra, Coimbra, Portugal         | Suisse                                 | 1 - 3                                  | Euro 2004                              | Titulaire.                                                            |
| 63.                                    | 25 juin 2004                           | Stade José Alvalade XXI, Lisbonne, Portugal          | Grèce                                  | 0 - 1                                  | Euro 2004                              | Titulaire.                                                            |
| 64.                                    | 18 aout 2004                           | Stade de la route de Lorient, Rennes, France         | Bosnie-Herzégovine                     | 1 - 1                                  | Match amical                           | Titulaire et remplacé par Djibril Cissé à la 46e minute de jeu.       |
| 65.                                    | 4 septembre 2004                       | Stade de France, Saint-Denis, France                 | Israël                                 | 0 - 0                                  | Éliminatoires Coupe du monde 2006      | Titulaire.                                                            |
| 66.                                    | 8 eptembre 2004                        | Tórsvøllur, Torshavn, Îles Féroé                     | Îles Féroé                             | 0 - 2                                  | Éliminatoires Coupe du monde 2006      | Titulaire et remplacé par Vikash Dhorasoo à la 64e minute de jeu.     |
| 67.                                    | 9 octobre 2004                         | Stade de France, Saint-Denis, France                 | République d'Irlande                   | 0 - 0                                  | Éliminatoires Coupe du monde 2006      | Titulaire.                                                            |
| 68.                                    | 13 octobre 2004                        | Stade GSP, Nicosie, Chypre                           | Chypre                                 | 0 - 2                                  | Éliminatoires Coupe du monde 2006      | Titulaire.                                                            |
| 69.                                    | 17 novembre 2004                       | Stade de France, Saint-Denis, France                 | Pologne                                | 0 - 0                                  | Match amical                           | Titulaire.                                                            |
| 70.                                    | 9 février 2005                         | Stade de France, Saint-Denis, France                 | Suède                                  | 1 - 1                                  | Match amical                           | Titulaire.                                                            |
| 71.                                    | 17 aout 2005                           | Stade de la Mosson, Montpellier, France              | Côte d'Ivoire                          | 3 - 0                                  | Match amical                           | Titulaire et remplacé par Djibril Cissé à la 72e minute de jeu.       |
| 72.                                    | 3 septembre 2005                       | Stade Félix-Bollaert, Lens, France                   | Îles Féroé                             | 3 - 0                                  | Éliminatoires Coupe du monde 2006      | Titulaire et remplacé par Sylvain Wiltord à la 67e minute de jeu.     |
| 73.                                    | 7 septembre 2005                       | Lansdowne Road, Dublin, Irlande                      | République d'Irlande                   | 0 - 1                                  | Éliminatoires Coupe du monde 2006      | Titulaire et remplacé par Djibril Cissé à la 76e minute de jeu.       |
| 74.                                    | 9 novembre 2005                        | Stade Dillon, Fort-de-France, France                 | Costa Rica                             | 3 - 2                                  | Match amical                           | Titulaire.                                                            |
| 75.                                    | 12 novembre 2005                       | Stade de France, Saint-Denis, France                 | Pologne                                | 0 - 0                                  | Match amical                           | Titulaire et remplacé par Nicolas Anelka à la 46e minute de jeu.      |
| 76.                                    | 1er mars 2006                          | Stade de France, Saint-Denis, France                 | Slovaquie                              | 1 - 2                                  | Match amical                           | Entre en jeu à la place de Nicolas Anelka à la 46e minute de jeu.     |
| 77.                                    | 31 mai 2006                            | Stade Félix-Bollaert, Lens, France                   | Danemark                               | 2 - 0                                  | Match amical                           | Titulaire et remplacé par Djibril Cissé à la 79e minute de jeu.       |
| 78.                                    | 7 juin 2006                            | Stade Geoffroy-Guichard, Saint-Étienne, France       | Chine                                  | 3 - 1                                  | Match amical                           | Titulaire.                                                            |
| 79.                                    | 13 juin 2006                           | Gottlieb-Daimler-Stadion, Stuttgart, Allemagne       | Suisse                                 | 0 - 0                                  | Coupe du monde 2006                    | Titulaire.                                                            |
| 80.                                    | 18 juin 2006                           | Zentralstadion, Leipzig, Allemagne                   | Corée du Sud                           | 1 - 1                                  | Coupe du monde 2006                    | Titulaire.                                                            |
| 81.                                    | 23 juin 2006                           | RheinEnergieStadion, Cologne, Allemagne              | Togo                                   | 0 - 2                                  | Coupe du monde 2006                    | Titulaire.                                                            |
| 82.                                    | 27 juin 2006                           | AWD-Arena, Hanovre, Allemagne                        | Espagne                                | 1 - 3                                  | Coupe du monde 2006                    | Titulaire et remplacé par Sylvain Wiltord à la 87e minute de jeu.     |
| 83.                                    | 1er juillet 2006                       | Commerzbank-Arena, Francfort-sur-le-Main, Allemagne  | Brésil                                 | 0 - 1                                  | Coupe du monde 2006                    | Titulaire et remplacé par Louis Saha à la 86e minute de jeu.          |
| 84.                                    | 5 juillet 2006                         | Allianz-Arena, Munich, Allemagne                     | Portugal                               | 0 - 1                                  | Coupe du monde 2006                    | Titulaire et remplacé par Louis Saha à la 85e minute de jeu.          |
| 85.                                    | 9 juillet 2006                         | Olympiastadion, Berlin, Allemagne                    | Italie                                 | 1 - 1 (3-5 tab)                        | Coupe du monde 2006                    | Titulaire et remplacé par Sylvain Wiltord à la 107e minute de jeu.    |
| 86.                                    | 16 aout 2006                           | Stade olympique Koševo, Sarajevo, Bosnie-Herzégovine | Bosnie-Herzégovine                     | 1 - 2                                  | Match amical                           | Titulaire.                                                            |
| 87.                                    | 2 septembre 2006                       | Stade Boris-Paichadze, Tbilissi, Géorgie             | Géorgie                                | 0 - 3                                  | Éliminatoires Euro 2008                | Titulaire.                                                            |
| 88.                                    | 6 septembre 2006                       | Stade de France, Saint-Denis, France                 | Italie                                 | 3 - 1                                  | Éliminatoires Euro 2008                | Titulaire.                                                            |
| 89.                                    | 7 octobre 2006                         | Hampden Park, Glasgow, Écosse                        | Écosse                                 | 1 - 0                                  | Éliminatoires Euro 2008                | Titulaire.                                                            |
| 90.                                    | 11 octobre 2006                        | Stade Bonal, Sochaux, France                         | Îles Féroé                             | 5 - 0                                  | Éliminatoires Euro 2008                | Titulaire et remplacé par Nicolas Anelka à la 61e minute de jeu.      |
| 91.                                    | 15 novembre 2006                       | Stade de France, Saint-Denis, France                 | Grèce                                  | 1 - 0                                  | Match amical                           | Titulaire.                                                            |
| 92.                                    | 7 février 2007                         | Stade de France, Saint-Denis, France                 | Argentine                              | 0 - 1                                  | Match amical                           | Titulaire.                                                            |
| 93.                                    | 22 aout 2007                           | Stade A. Malatinskeho, Trnava, Slovaquie             | Slovaquie                              | 0 - 1                                  | Match amical                           | Titulaire et remplacé par Karim Benzema à la 85e minute de jeu.       |
| 94.                                    | 8 septembre 2007                       | San Siro, Milan, Italie                              | Italie                                 | 0 - 0                                  | Éliminatoires Euro 2008                | Titulaire.                                                            |
| 95.                                    | 13 octobre 2007                        | Tórsvøllur, Torshavn, Îles Féroé                     | Îles Féroé                             | 0 - 6                                  | Éliminatoires Euro 2008                | Titulaire.                                                            |
| 96.                                    | 17 octobre 2007                        | Stade de la Beaujoire, Nantes, France                | Lituanie                               | 2 - 0                                  | Éliminatoires Euro 2008                | Titulaire.                                                            |
| 97.                                    | 21 novembre 2007                       | Olimpiysky, Kiev, Ukraine                            | Ukraine                                | 2 - 2                                  | Éliminatoires Euro 2008                | Titulaire.                                                            |
| 98.                                    | 6 février 2008                         | Stade La Rosaleda, Malaga, Espagne                   | Espagne                                | 1 - 0                                  | Match amical                           | Titulaire.                                                            |
| 99.                                    | 31 mai 2008                            | Stadium municipal, Toulouse, France                  | Paraguay                               | 0 - 0                                  | Match amical                           | Titulaire et remplacé par Bafétimbi Gomis à la 46e minute de jeu.     |
| 100.                                   | 3 juin 2008                            | Stade de France, Saint-Denis, France                 | Colombie                               | 1 - 0                                  | Match amical                           | Titulaire et remplacé par Nicolas Anelka à la 76e minute de jeu.      |
| 101.                                   | 13 juin 2008                           | Stade du Wankdorf, Berne, Suisse                     | Pays-Bas                               | 4 - 1                                  | Euro 2008                              | Titulaire.                                                            |
| 102.                                   | 17 juin 2008                           | Stade du Letzigrund, Zurich, Suisse                  | Italie                                 | 0 - 2                                  | Euro 2008                              | Titulaire.                                                            |
| 103.                                   | 20 aout 2008                           | Ullevi, Göteborg, Suède                              | Suède                                  | 2 - 3                                  | Match amical                           | Titulaire.                                                            |
| 104.                                   | 6 septembre 2008                       | Stade Ernst Happel, Vienne, Autriche                 | Autriche                               | 3 - 1                                  | Éliminatoires Coupe du monde 2010      | Titulaire.                                                            |
| 105.                                   | 10 septembre 2008                      | Stade de France, Saint-Denis, France                 | Serbie                                 | 2 - 1                                  | Éliminatoires Coupe du monde 2010      | Titulaire.                                                            |
| 106.                                   | 11 octobre 2008                        | Stade Gheorghe Hagi, Constanţa, Roumanie             | Roumanie                               | 2 - 2                                  | Éliminatoires Coupe du monde 2010      | Titulaire.                                                            |
| 107.                                   | 14 octobre 2008                        | Stade de France, Saint-Denis, France                 | Tunisie                                | 3 - 1                                  | Match amical                           | Titulaire et remplacé par Florent Malouda à la 84e minute de jeu.     |
| 108.                                   | 19 novembre 2008                       | Stade de France, Saint-Denis, France                 | Uruguay                                | 0 - 0                                  | Match amical                           | Titulaire et remplacé par Jimmy Briand à la 71e minute de jeu.        |
| 109.                                   | 11 février 2009                        | Stade Vélodrome, Marseille, France                   | Argentine                              | 0 - 2                                  | Match amical                           | Titulaire.                                                            |
| 110.                                   | 28 mars 2009                           | S. Darius and S. Girėnas Stadium, Kaunas, Lituanie   | Lituanie                               | 0 - 1                                  | Éliminatoires Coupe du monde 2010      | Titulaire.                                                            |
| 111.                                   | 1er avril 2009                         | Stade de France, Saint-Denis, France                 | Lituanie                               | 1 - 0                                  | Éliminatoires Coupe du monde 2010      | Titulaire.                                                            |
| 112.                                   | 5 septembre 2009                       | Stade de France, Saint-Denis, France                 | Roumanie                               | 1 - 1                                  | Éliminatoires Coupe du monde 2010      | Titulaire.                                                            |
| 113.                                   | 9 septembre 2009                       | Stade de l'Étoile rouge, Belgrade, Serbie            | Serbie                                 | 1 - 1                                  | Éliminatoires Coupe du monde 2010      | Titulaire et remplacé par Franck Ribéry à la 77e minute de jeu.       |
| 114.                                   | 10 octobre 2009                        | Stade du Roudourou, Guingamp, France                 | Îles Féroé                             | 5 - 0                                  | Éliminatoires Coupe du monde 2010      | Titulaire.                                                            |
| 115.                                   | 14 octobre 2009                        | Stade de France, Saint-Denis, France                 | Autriche                               | 3 - 1                                  | Éliminatoires Coupe du monde 2010      | Titulaire et remplacé par André-Pierre Gignac à la 51e minute de jeu. |
| 116.                                   | 14 novembre 2009                       | Croke Park, Dublin, Irlande                          | République d'Irlande                   | 0 - 1                                  | Barrages de la Coupe du monde 2010     | Titulaire.                                                            |
| 117.                                   | 18 novembre 2009                       | Stade de France, Saint-Denis, France                 | République d'Irlande                   | 1 - 1 (a.p)                            | Barrages de la Coupe du monde 2010     | Titulaire.                                                            |
| 118.                                   | 3 mars 2010                            | Stade de France, Saint-Denis, France                 | Espagne                                | 0 - 2                                  | Match amical                           | Titulaire et remplacé par Sidney Govou à la 64e minute de jeu.        |
| 119.                                   | 26 mai 2010                            | Stade Félix-Bollaert, Lens, France                   | Costa Rica                             | 2 - 1                                  | Match amical                           | Entre en jeu à la place de Nicolas Anelka à la 46e minute de jeu.     |
| 120.                                   | 30 mai 2010                            | Stade du 7-Novembre, Radès, Tunisie                  | Tunisie                                | 1 - 1                                  | Match amical                           | Entre en jeu à la place de Franck Ribéry à la 46e minute de jeu.      |
| 121.                                   | 4 juin 2010                            | Stade Michel-Volnay, La Réunion, France              | Chine                                  | 0 - 1                                  | Match amical                           | Entre en jeu à la place de Nicolas Anelka à la 62e minute de jeu.     |
| 122.                                   | 11 juin 2010                           | Green Point Stadium, Le Cap, Afrique du Sud          | Uruguay                                | 0 - 0                                  | Coupe du monde 2010                    | Entre en jeu à la place de Nicolas Anelka à la 62e minute de jeu.     |
| 123.                                   | 22 juin 2010                           | Free State Stadium, Bloemfontein, Afrique du Sud     | Afrique du Sud                         | 1 - 2                                  | Coupe du monde 2010                    | Entre en jeu à la place de Djibril Cissé à la 55e minute de jeu.      |

| Buts internationaux de Thierry Henry | Buts internationaux de Thierry Henry | Buts internationaux de Thierry Henry           | Buts internationaux de Thierry Henry | Buts internationaux de Thierry Henry | Buts internationaux de Thierry Henry | Buts internationaux de Thierry Henry |
| 0                                    | Date                                 | Lieu                                           | Adversaire                           | Score                                | Résultats                            | Compétitions                         |
| ------------------------------------ | ------------------------------------ | ---------------------------------------------- | ------------------------------------ | ------------------------------------ | ------------------------------------ | ------------------------------------ |
| 1                                    | 12 juin 1998                         | Stade Vélodrome, Marseille, France             | Afrique du Sud                       | 3-0                                  | 3-0                                  | Coupe du monde 1998                  |
| 2                                    | 18 juin 1998                         | Stade de France, Saint-Denis, France           | Arabie saoudite                      | 1-0                                  | 4-0                                  | Coupe du monde 1998                  |
| 3                                    | 18 juin 1998                         | Stade de France, Saint-Denis, France           | Arabie saoudite                      | 3-0                                  | 4-0                                  | Coupe du monde 1998                  |
| 4                                    | 29 mars 2000                         | Hampden Park, Glasgow, Écosse                  | Écosse                               | 0-2                                  | 0-2                                  | Match amical                         |
| 5                                    | 6 juin 2000                          | Stade Mohammed-V, Casablanca, Maroc            | Maroc                                | 0-1                                  | 1-5                                  | Match amical                         |
| 6                                    | 11 juin 2000                         | Stade Jan Breydel, Bruges, Belgique            | Danemark                             | 2-0                                  | 3-0                                  | Euro 2000                            |
| 7                                    | 16 juin 2000                         | Stade Jan Breydel, Bruges, Belgique            | Tchéquie                             | 0-1                                  | 1-2                                  | Euro 2000                            |
| 8                                    | 28 juin 2000                         | Stade Roi-Baudouin, Bruxelles, Belgique        | Portugal                             | 1-1                                  | 1-2 a.p.                             | Euro 2000                            |
| 9                                    | 24 mars 2001                         | Stade de France, Saint-Denis, France           | Japon                                | 2-0                                  | 5-0                                  | Match amical                         |
| 10                                   | 25 avril 2001                        | Stade de France, Saint-Denis, France           | Portugal                             | 3-0                                  | 4-0                                  | Match amical                         |
| 11                                   | 6 octobre 2001                       | Stade de France, Saint-Denis, France           | Algérie                              | 3-0                                  | 4-1                                  | Match amical                         |
| 12                                   | 27 mars 2002                         | Stade de France, Saint-Denis, France           | Écosse                               | 3-0                                  | 5-0                                  | Match amical                         |
| 13                                   | 16 octobre 2002                      | Ta' Qali Stadium, Attard, Malte                | Malte                                | 0-1                                  | 0-4                                  | Éliminatoires Euro 2004              |
| 14                                   | 16 octobre 2002                      | Ta' Qali Stadium, Attard, Malte                | Malte                                | 0-2                                  | 0-4                                  | Éliminatoires Euro 2004              |
| 15                                   | 29 mars 2003                         | Stade Félix-Bollaert, Lens, France             | Malte                                | 2-0                                  | 6-0                                  | Éliminatoires Euro 2004              |
| 16                                   | 29 mars 2003                         | Stade Félix-Bollaert, Lens, France             | Malte                                | 3-0                                  | 6-0                                  | Éliminatoires Euro 2004              |
| 17                                   | 30 avril 2003                        | Stade de France, Saint-Denis, France           | Égypte                               | 1-0                                  | 5-0                                  | Match amical                         |
| 18                                   | 30 avril 2003                        | Stade de France, Saint-Denis, France           | Égypte                               | 2-0                                  | 5-0                                  | Match amical                         |
| 19                                   | 18 juin 2003                         | Stade de Gerland, Lyon, France                 | Colombie                             | 1-0                                  | 1-0                                  | Coupe des confédérations 2003        |
| 20                                   | 22 juin 2003                         | Stade de France, Saint-Denis, France           | Nouvelle-Zélande                     | 2-0                                  | 5-0                                  | Coupe des confédérations 2003        |
| 21                                   | 26 juin 2003                         | Stade de France, Saint-Denis, France           | Turquie                              | 1-0                                  | 3-2                                  | Coupe des confédérations 2003        |
| 22                                   | 29 juin 2003                         | Stade de France, Saint-Denis, France           | Cameroun                             | 1-0                                  | 1-0                                  | Coupe des confédérations 2003        |
| 23                                   | 6 septembre 2003                     | Stade de France, Saint-Denis, France           | Chypre                               | 4-0                                  | 5-0                                  | Éliminatoires Euro 2004              |
| 24                                   | 11 octobre 2003                      | Stade de France, Saint-Denis, France           | Israël                               | 1-0                                  | 3-0                                  | Éliminatoires Euro 2004              |
| 25                                   | 15 novembre 2003                     | Aufschalke Arena, Gelsenkirchen, Allemagne     | Allemagne                            | 0-1                                  | 0-3                                  | Match amical                         |
| 26                                   | 21 juin 2004                         | Stade municipal, Coimbra, Portugal             | Suisse                               | 1-2                                  | 1-3                                  | Euro 2004                            |
| 27                                   | 21 juin 2004                         | Stade municipal, Coimbra, Portugal             | Suisse                               | 1-3                                  | 1-3                                  | Euro 2004                            |
| 28                                   | 13 octobre 2004                      | Stade GSP, Nicosie, Chypre                     | Chypre                               | 0-2                                  | 0-2                                  | Éliminatoires Coupe du monde 2006    |
| 29                                   | 17 août 2005                         | Stade de la Mosson, Montpellier, France        | Côte d'Ivoire                        | 3-0                                  | 3-0                                  | Match amical                         |
| 30                                   | 7 septembre 2005                     | Lansdowne Road, Dublin, Irlande                | République d'Irlande                 | 0-1                                  | 0-1                                  | Éliminatoires Coupe du monde 2006    |
| 31                                   | 9 septembre 2005                     | Stade de Dillon, Fort-de-France, France        | Costa Rica                           | 3-2                                  | 3-2                                  | Match amical                         |
| 32                                   | 31 mai 2006                          | Stade Félix-Bollaert, Lens, France             | Danemark                             | 1-0                                  | 2-0                                  | Match amical                         |
| 33                                   | 7 juin 2006                          | Stade Geoffroy-Guichard, Saint-Étienne, France | Chine                                | 3-1                                  | 3-1                                  | Match amical                         |
| 34                                   | 18 juin 2006                         | Zentralstadion, Leipzig, Allemagne             | Corée du Sud                         | 1-0                                  | 1-1                                  | Coupe du monde 2006                  |
| 35                                   | 23 juin 2006                         | RheinEnergieStadion, Cologne, Allemagne        | Togo                                 | 0-2                                  | 0-2                                  | Coupe du monde 2006                  |
| 36                                   | 1er juillet 2006                     | Commerzbank-Arena, Francfort, Allemagne        | Brésil                               | 0-1                                  | 0-1                                  | Coupe du monde 2006                  |
| 37                                   | 6 septembre 2006                     | Stade de France, Saint-Denis, France           | Italie                               | 2-0                                  | 3-1                                  | Éliminatoires Euro 2008              |
| 38                                   | 11 octobre 2006                      | Stade Auguste-Bonal, Montbéliard, France       | Îles Féroé                           | 2-0                                  | 5-0                                  | Éliminatoires Euro 2008              |
| 39                                   | 15 novembre 2006                     | Stade de France, Saint-Denis, France           | Grèce                                | 1-0                                  | 1-0                                  | Match amical                         |
| 40                                   | 22 août 2007                         | Stade Antona Malatinského, Trnava, Slovaquie   | Slovaquie                            | 0-1                                  | 0-1                                  | Match amical                         |
| 41                                   | 13 octobre 2007                      | Tórsvøllur, Torshavn, Îles Féroé               | Îles Féroé                           | 0-2                                  | 0-6                                  | Éliminatoires Euro 2008              |
| 42                                   | 17 octobre 2007                      | Stade de la Beaujoire, Nantes, France          | Lituanie                             | 1-0                                  | 2-0                                  | Éliminatoires Euro 2008              |
| 43                                   | 17 octobre 2007                      | Stade de la Beaujoire, Nantes, France          | Lituanie                             | 2-0                                  | 2-0                                  | Éliminatoires Euro 2008              |
| 44                                   | 21 novembre 2007                     | Olympiyski Stadium, Kiev, Ukraine              | Ukraine                              | 1-1                                  | 2-2                                  | Éliminatoires Euro 2008              |
| 45                                   | 13 juin 2008                         | Stade du Wankdorf, Berne, Suisse               | Pays-Bas                             | 1-2                                  | 1-4                                  | Euro 2008                            |
| 46                                   | 10 septembre 2008                    | Stade de France, Saint-Denis, France           | Serbie                               | 1-0                                  | 2-1                                  | Éliminatoires Coupe du monde 2010    |
| 47                                   | 14 octobre 2008                      | Stade de France, Saint-Denis, France           | Tunisie                              | 1-1                                  | 3-1                                  | Match amical                         |
| 48                                   | 14 octobre 2008                      | Stade de France, Saint-Denis, France           | Tunisie                              | 2-1                                  | 3-1                                  | Match amical                         |
| 49                                   | 5 septembre 2009                     | Stade de France, Saint-Denis, France           | Roumanie                             | 1-0                                  | 1-1                                  | Éliminatoires Coupe du monde 2010    |
| 50                                   | 9 septembre 2009                     | Stade de l'Étoile rouge, Belgrade, Serbie      | Serbie                               | 1-1                                  | 1-1                                  | Éliminatoires Coupe du monde 2010    |
| 51                                   | 14 octobre 2009                      | Stade de France, Saint-Denis, France           | Autriche                             | 2-0                                  | 3-1                                  | Éliminatoires Coupe du monde 2010    |

### Statistiques d'entraîneur
| Club        | Début            | Fin             | Résultats | Résultats | Résultats | Résultats | Résultats | Résultats | Résultats | Résultats | Résultats |
| Club        | Début            | Fin             | M         | V         | N         | D         | BP        | BC        | Diff      | V. %      |           |
| ----------- | ---------------- | --------------- | --------- | --------- | --------- | --------- | --------- | --------- | --------- | --------- | --------- |
| AS Monaco   | 13 octobre 2018  | 24 janvier 2019 | 20        | 4         | 5         | 11        | 15        | 36        | -21       | 20.00     |           |
| CF Montréal | 14 novembre 2019 | 25 février 2021 | 28        | 8         | 4         | 16        | 37        | 50        | -13       | 28.57     |           |
| Total       | Total            | Total           | 48        | 12        | 9         | 27        | 52        | 86        | -34       | 25.00     |           |

## Palmarès

### En club
Thierry Henry remporte son premier titre en étant champion de France en 1997 avec l'AS Monaco. Avec le club italien de la Juventus, il ne gagne que la Coupe Intertoto en 1999.
Il étoffe considérablement son palmarès avec le club anglais d'Arsenal FC. Henry est d'abord finaliste de la Coupe UEFA en 2000 et de la Coupe d'Angleterre en 2001. Arsenal réalise ensuite le triplé championnat d'Angleterre, Coupe d'Angleterre et Community Shield en 2002. En 2003, Henry remporte de nouveau la Coupe d'Angleterre avant de faire le doublé championnat d'Angleterre - Community Shield en 2004. En 2005, il décroche sa troisième et dernière Coupe d'Angleterre. La saison suivante, Arsenal atteint la finale de la Ligue des champions mais s'incline face au FC Barcelone. Pour sa dernière saison avec les Gunners, Thierry Henry échoue en finale de la League Cup en 2007.
Arrivé au FC Barcelone, Thierry Henry et les Blaugranes réalisent un sextuplé inédit dans l'histoire du football en 2009 : Ligue des champions, championnat d'Espagne, Coupe d'Espagne, Supercoupe d'Europe, Supercoupe d'Espagne et Coupe du monde des clubs. Le Barça remporte de nouveau le championnat d'Espagne en 2010.
Transféré en juillet aux Red Bulls de New York, Henry termine premier de la Conférence Est de la Major League Soccer en 2010 ainsi qu'en 2013. Lors de cette dernière année, il remporte son premier trophée en Amérique du Nord, le Supporters' Shield, qui récompense l'équipe avec le meilleur bilan à l'issue de la saison régulière.

### En sélection
En équipe de France des moins de 19 ans, Thierry Henry est sacré champion d'Europe en 1996. Il remporte ensuite le Tournoi de Toulon en 1997 avec les espoirs.
Thierry Henry fait partie de l'équipe de France A qui remporte consécutivement la Coupe du monde 1998, l'Euro 2000 et la Coupe des confédérations 2003, il est également finaliste de la Coupe du monde 2006. Avec cette équipe, il totalise 123 sélections (dont 21 en tant que capitaine) et 51 buts entre 1997 et 2010. Thierry Henry est entraîneur adjoint de l'équipe de Belgique qui termine à la troisième place de la Coupe du monde 2018. Durant le tournoi olympique de football des Jeux de Paris 2024, il emmène l'équipe de France olympique de football à décrocher la médaille d’argent.

## Distinctions personnelles
- 2e au Ballon d'or 2003[217].
- 3e au Ballon d'or 2006.
- Onze d'or en 2003 et 2006.
- Onze d'argent en 2004.
- Onze de bronze en 2000 et 2005.
- Deuxième meilleur footballeur de l'année FIFA en 2003 et 2004.
- Meilleur buteur mondial de l'année (IFFHS) en 2003.
- Soulier d'or européen en 2004  (30 buts) et 2005 (25 buts).
- Footballeur de l'année de la FWA en 2003, 2004 et 2006.
- Joueur de l'année de la PFA en 2003 et 2004.
- Joueur de la saison de la Premier League en 2004 et 2006.
- Membre de l'équipe-type de FIFPro World XI en 2006.
- Membre de l'équipe-type du Championnat d'Europe en 2000.
- Membre de l'équipe-type de la Coupe du monde 1998 et 2006.
- Membre de l'équipe-type de l'année UEFA en 2001, 2002, 2003, 2004 et 2006.
- Membre de l'équipe-type de l'année PFA de Premier League en 2001, 2002, 2003, 2004, 2005 et 2006.
- Membre de l'équipe-type de Major League Soccer (MLS Best XI) en 2011, 2012 et 2014.
- Membre de l'équipe-type du meilleur onze de l’histoire de la Premier League des 25 dernières années en 2017[218].
- Joueur français de l'année en 2000, 2003, 2004, 2005 et 2006 selon France Football.
- Joueur de l’année de la Major League Soccer (ESPY Award) en 2013.
- Meilleur joueur et meilleur buteur de la Coupe des confédérations 2003 avec 4 buts inscrits.
- Meilleur joueur et meilleur buteur du Tournoi de Toulon en 1997.
- Trophée UNFP du meilleur espoir de Ligue 1 en 1997.
- Plus beau but de la saison du Championnat d'Angleterre en 2002-2003.
- Plus beau but du mois de la saison du Championnat d'Angleterre en octobre 2000, novembre 2002, octobre 2004 et février 2005.
- Joueur du mois du championnat d'Angleterre en avril 2000, septembre 2002, janvier 2004 et avril 2004.
- Meilleur buteur du championnat d'Angleterre à quatre reprises en 2001-2002 (24 buts), 2003-2004 (30 buts), 2004-2005 (25 buts) et 2005-2006 (27 buts). Ce qui constitue le record en Premier League (championnat anglais à partir de la saison 1992-1993)[219].
- Meilleur passeur du Championnat d'Angleterre lors de la saison 2002-2003 avec 20 passes délivrées, ce qui constitue le record sur une saison[217].
- Nommé au FIFA 100 (Top 125 des meilleurs joueurs vivants de tous les temps) en 2004.
- Révélation France Football de l'année 1996.
- Élu sportif préféré des Français en 2008[220].
- Chevalier de la Légion d'honneur le 1er septembre 1998.
- Intégré à l'English Football Hall of Fame en 2008.
- Élu meilleur joueur de l'histoire d'Arsenal en 2008[221].
- Élu meilleur joueur étranger de l’histoire en Premier League en 2019 par la BBC[222].
- Élu deuxième meilleur joueur de l'histoire de la Premier League par le quotidien britannique The Telegraph en 2014[223].
- Élu meilleur joueur de l’histoire de la Premier League par Mirror Football en 2020[224].
- Élu dans le XI de légende tous les temps de l'équipe de France selon les internautes de L'Équipe en 2020[225].
- Élu 2e du Top 20 des meilleures recrues de l’histoire de la Premier League selon Sky Sports[226].
- Élu 3e du Top 50 des meilleurs joueurs de l'histoire de l'équipe de France selon 90min en 2020[227].
- Élu 3e du Top 100 des meilleurs joueurs de l'histoire de l'équipe de France selon L'Équipe en 2018[228].
- Intégré au Premier League Hall of Fame en 2021[229].

## Records
- Deuxième meilleur buteur français de l'histoire à l'étranger avec 332 buts inscrits[230].
- Deuxième meilleur buteur de l'histoire de l'équipe de France avec 51 buts inscrits.
- Deuxième meilleur buteur mondial de la décennie entre 2001-2010 avec 85 buts inscrits[231].
- Troisième meilleur buteur français en Ligue des champions de l'UEFA avec 51 buts inscrits[232].
- Deuxième meilleur buteur français de l'histoire toutes compétitions confondues avec 411 buts inscrits.
- Meilleur buteur de l'histoire d'Arsenal avec 228 buts inscrits[217].
- Joueur français de l'histoire avoir disputé quatre Coupe du monde en 1998, 2002, 2006 et 2010 (à égalité avec Hugo Lloris)[233].
- Record de passes décisives du Championnat d'Angleterre sur une saison avec 20 passes (à égalité avec Kevin De Bruyne)[234].
- Seul joueur français de l'année à avoir été récompensé à cinq reprises selon France Football.
- Premier joueur de l'histoire à avoir été récompensé deux saisons consécutives pour le Soulier d'or européen.
- Premier joueur de l'histoire à avoir été récompensé deux saisons consécutives pour le Joueur de l'année PFA du Championnat d'Angleterre.
- Premier joueur de l'histoire à avoir été récompensé deux saisons consécutives pour le Joueur de l'année FWA du Championnat d'Angleterre.
- Seul joueur de l'histoire avec Mohamed Salah à avoir été récompensé trois fois pour le Joueur de l'année FWA du Championnat d'Angleterre.

## Activités extra-sportives

### Famille
Thierry Henry se marie avec le mannequin anglais Nicole Merry le 5 juillet 2003. Le 27 mai 2005, le couple donne naissance à une fille, Téa. Thierry Henry lui dédie le premier but suivant sa naissance en embrassant le « T » qu'il forme avec ses doigts lors d'un match face à Newcastle United. Peu de temps après le transfert de Thierry Henry vers le FC Barcelone, sa femme obtient le divorce. Depuis 2008, il vit avec le mannequin bosnien Andrea Rajačić avec qui il a un fils nommé Tristan né le 23 août 2012, une fille nommée Tatiana née le 17 août 2015, jour de l'anniversaire du footballeur et un garçon né le 4 novembre 2016 prénommé Gabriel.

### Œuvres caritatives

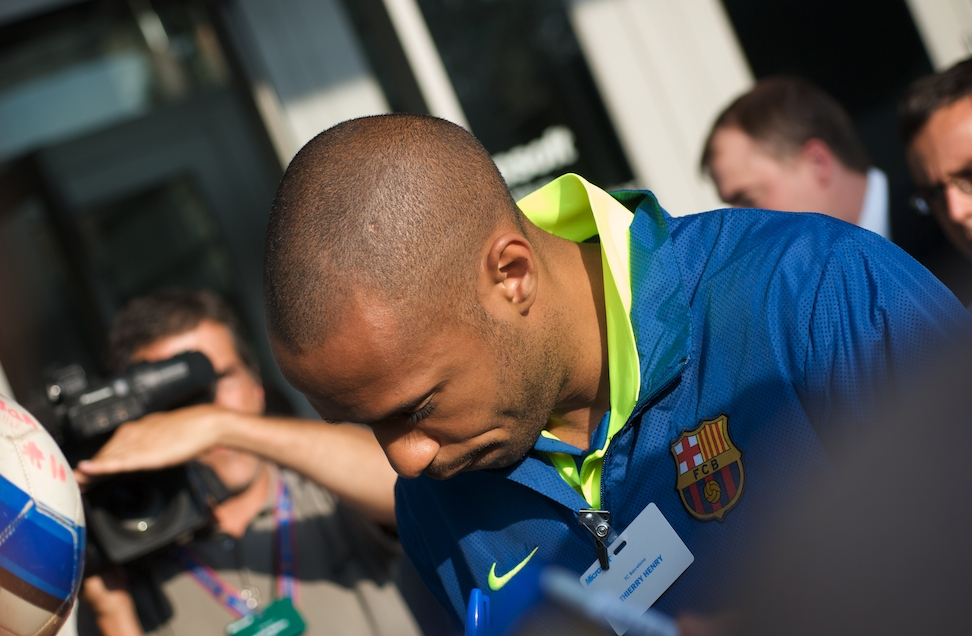
Thierry Henry, signant des autographes lorsqu'il évoluait au FC Barcelone.

Comme 45 autres footballeurs, Thierry Henry prend part au Live for Love United de la FIFA. Le single se vend lors de la Coupe du monde 2002 et les bénéfices des ventes sont reversés à une association de recherche sur le SIDA.
Thierry Henry est membre de l'UNICEF/FIFA. Il est apparu avec d'autres footballeurs professionnels dans une série de spots télévisés vus par des centaines de millions de fans à travers le monde durant les Coupes du monde de 2002 et 2006.
Ayant lui-même été victime de racisme dans le passé, Thierry Henry est un porte-parole actif contre le racisme dans le football. L'incident raciste le plus éminent à l'encontre de Thierry Henry s'est déroulé au cours d'une séance d'entraînement avec l'équipe d'Espagne en 2004 lorsqu'une équipe de télévision espagnole filme le sélectionneur espagnol Luis Aragonés en train de qualifier Henry de « noir de merde ». Cet incident crée un tollé dans les médias européens et Aragonés reçoit une amende de 3 000 euros. À la suite de ces propos insultants, Thierry Henry devient, en janvier 2005, ambassadeur d'un mouvement de joueurs désireux de sensibiliser les autorités footballistiques et les supporters sur les problèmes de racisme constatés dans les tribunes. En effet, Nike et Thierry Henry s'associent pour créer la campagne le bracelet bicolore Stand Up, Speak Up. En 2007, le magazine Time inclut Thierry Henry dans son top 100 des « héros et pionniers ».
En 2007, il crée sa fondation The One Four All pour lutter contre le racisme et les inégalités sociales, et s'associe à la marque Tommy Hilfiger à travers une campagne publicitaire et la vente d'une série limitée de vêtements. Cette fondation lui permet de débloquer 200 000 euros pour la construction d'un stade aux Ulis en 2009.
En 2013, il collabore avec le pôle caritatif de la banque d'investissement Goldman Sachs et décide de venir en aide à la fondation Grassroot Soccer, qui lutte contre la propagation du sida dans les pays en développement via des actions liées au football. Ainsi, au cours de la saison 2013 de la Ligue majeure de soccer, chaque but inscrit par le Français a rapporté 5 000 dollars à l'association quand une passe décisive a donné lieu au versement de 2 500 dollars. Le total récolté est de 75 000 dollars correspondant à 10 buts et 10 passes décisives.

### Revenus, sponsoring et contrats publicitaires
Thierry Henry figure sur la jaquette française du jeu vidéo de football FIFA 2001, 2002 et 2004 par EA Sports,,. Il apparaît également sur les séries du jeu Pro Evolution Soccer 4, Pro Evolution Soccer 5, et Pro Evolution Soccer 6 éditée par Konami,,. En 2016, il est le premier joueur de football de l'histoire à être jouable dans le jeu de basket NBA 2K17. En 2017, il est une icône légendaire jouable à partir de FIFA 18 dans le mode de jeu FIFA Ultimate Team.
| Année | Montant |
| 2006  | 14      |
| 2007  | 17,4    |
| 2008  | 17,7    |
| 2009  | 18,8    |
| 2010  | 18,3    |
| 2011  | 9,2     |
| 2012  | 9,4     |

En 2004, Henry signe un contrat avec l'équipementier Nike. Il apparaît dans différents spots publicitaires avec plus d'une vingtaine d'autres stars du ballon rond dont Edgar Davids, Ronaldinho, Francesco Totti ou encore Fredrik Ljungberg. Il participe notamment à la campagne Joga Bonito lors de la Coupe du monde 2006. Après le Mondial allemand, Henry signe avec Reebok pour apparaître dans leur campagne de publicité I Am What I Am.
En 2007, Henry est choisi parmi les trois sportifs ambassadeurs de la marque de rasoirs Gillette pour apparaître dans le programme de publicité Gillette Champions aux côtés du tennisman Roger Federer et du golfeur Tiger Woods. En 2010, Gillette décide de se séparer de Woods et d'Henry à la suite de la fin du programme et du non renouvellement de leur contrat. Depuis 2005, Henry apparaît également dans plusieurs publicités de la marque de boisson gazeuse Pepsi-Cola. Dans les années 2020, il participe à plusieurs campagnes publicitaires de la marque de chips Lay's.
En 2011, Henry rejoint l'équipementier Puma. En janvier 2013, La marque autrichienne Red Bull lance la « collection des champions » et choisit deux de ses sportifs comme effigie sur leurs canettes : Thierry Henry et Sébastien Loeb, tous deux sponsorisés par la marque avec leur équipe.
Sur le plan des revenus annuels, Thierry Henry est un des sportifs français les mieux payés. Longtemps dauphin de Zinédine Zidane, il arrive en première place à partir de 2007. Cette année-là, il gagne 17,4 millions d'euros d'après L'Équipe Magazine. Un record pour un sportif français qui bénéficie d'une hausse de 40 % environ entre 2006 et 2007. En 2009, il est classé cinquième au classement des salaires de footballeurs les mieux payés au monde. Il reste le premier français avec 17 millions d'euros gagnés annuellement, d'après le bi-hebdomadaire France Football. En 2010, après avoir signé aux Red Bulls de New York, il est le deuxième joueur le mieux payé du championnat américain (MLS) avec 4,35 millions d'euros, derrière David Beckham, joueur de Los Angeles Galaxy. En 2011, Thierry Henry quitte la première place du podium, depuis 2006, au classement des sportifs français les mieux payés, cédant son rang à Franck Ribéry et chutant à la quatrième place à la suite de son départ aux États-Unis et à la rupture de son contrat avec Gillette. L'année suivante, il se positionne à la cinquième place avec 9,4 millions d'euros.

### Actionnariat
En août 2022, Thierry Henry devient actionnaire du club italien du Côme 1907, club qui évolue à ce moment-là en Serie B.

### Vidéographie
- Les Yeux dans les Bleus, de Jérôme  Caza (prod.) et de Stéphane  Meunier (réal.), Canal+, 1998
- DVD, Thierry Henry - la légende, 2008, Playon
- DVD, Thierry Henry Legend, 2008, ITV Studios Home Entertainment